# Eminem
Vous lisez un « bon article » labellisé en 2013.
Eminem (souvent stylisé EMINƎM), de son vrai nom Marshall Bruce Mathers III (né le 17 octobre 1972 à Saint Joseph, dans le Missouri), est un rappeur, auteur-compositeur, producteur et acteur américain. Il est reconnu pour avoir popularisé le hip-hop parmi les classes moyennes et supérieures des États-Unis et est acclamé par la critique comme l'un des plus grands rappeurs de tous les temps.
De sa carrière solo, il est également ancien membre du groupe D12, dont il est le cofondateur, et compose le duo Bad Meets Evil avec Royce da 5'9". Il fait également partie, dans sa jeunesse, d'un groupe nommé Soul Intent, puis intègre temporairement le groupe Outsidaz dans la seconde moitié des années 1990.
Eminem a vendu plus de 227,5 millions de disques uniquement aux États-Unis,,, figurant ainsi parmi les artistes ayant vendu le plus de disques. Il est également l'artiste qui a vendu le plus d'albums aux États-Unis depuis le début du XXIe siècle,. En incluant ses travaux avec D12 et Bad Meets Evil, il porte douze albums au sommet des classements américains. Aux États-Unis, Eminem possède trois albums solo certifiés diamant avec The Marshall Mathers LP, The Eminem Show et Curtain Call: The Hits ainsi que trois singles certifiés diamant avec Lose Yourself, Not Afraid et Love the Way You Lie. Il compte plus de 600 récompenses, dont 15 Grammy Awards et un Oscar. Il est cité dans de nombreuses listes énumérant les meilleurs artistes de tous les temps, le magazine Rolling Stone l'ayant même déclaré « Roi du hip-hop ».
Encore inconnu du grand public, Eminem publie son premier album, Infinite, en 1996. Le disque est un échec commercial, notamment en raison de sa production en indépendant. C'est avec son premier EP, nommé The Slim Shady EP (1997), qu'il commence à percer dans certaines sphères. Il n'obtient une popularité mondiale qu'après la sortie de son deuxième album, The Slim Shady LP (1999), le premier publié au label du producteur et rappeur Dr. Dre, Aftermath Records. Cet album lui vaut son premier Grammy Award, celui du « meilleur album rap ». Il remporte le même trophée pour ses deux albums suivants, The Marshall Mathers LP et The Eminem Show, ce qui fait de lui le recordman du nombre de victoires consécutives pour ce prix. Le rappeur enchaîne en 2004, avec l'album Encore. Après une retraite forcée de cinq ans, Eminem revient en 2009, avec l'album Relapse, laissant derrière lui ses problèmes d'addictions à la drogue. L'année suivante, il sort son septième album studio, Recovery, qui est un succès commercial planétaire. C’est l'album le plus vendu de l'année 2010, tout comme l'a été The Eminem Show en 2002. Fin 2013, il publie son huitième album studio, The Marshall Mathers LP 2, qui lui permet de gagner deux Grammys Awards, un pour The Monster et le second dans la catégorie du meilleur album rap de l'année. À sa sortie, l'album se hisse à la première place du classement Billboard. The Marshall Mathers LP 2 est aussi le second album le plus vendu de l'année aux États-Unis, bien qu'il soit sorti deux mois avant la fin de l'année. En novembre 2014 Eminem publie Shady XV, une compilation pour fêter les 15 ans de son label Shady Records. De très nombreux rappeurs de Shady Records sont présents, ainsi que le groupe D12. The Marshall Mathers LP 2 est suivi par Revival (2017) et Kamikaze (2018), ce dernier devenant le disque de hip-hop le plus vendu de 2018. En 2020, il sort son nouvel album, Music to Be Murdered By, sans annonce préalable, cet album est fortement inspiré des œuvres d’Alfred Hitchcock.
Eminem est également un entrepreneur actif. Il a notamment créé son propre label, Shady Records, avec l’aide du rappeur Flipper, un vieil ami qui l’a aidé à écrire ses premiers textes, et l’a pris sous son aile pour qu’il ne se fasse plus embêter au quartier, afin qu’il puisse se concentrer sur sa musique (il a notamment aidé à lancer les carrières d'artistes tels que 50 Cent). C’est une station de radio, Shade 45 (diffusée sur Sirius XM Radio) et une fondation caritative. Eminem débute également une carrière d'acteur en 2002, avec le rôle de Jimmy Smith Jr., dans le film du réalisateur Curtis Hanson, 8 Mile. Grâce à ce dernier, il obtient l'Oscar de la meilleure chanson originale pour Lose Yourself. Il devient ainsi l'un des premiers artistes hip-hop à remporter ce prix. Il fait également des caméos dans les films The Wash (2001), Funny People (2009) et L'Interview qui tue ! (2014), ainsi que dans la série télévisée Entourage (2010).

## Biographie

### Enfance et jeunesse
Marshall Bruce Mathers III nait le 17 octobre 1972 à Saint Joseph (Missouri), dans la région de Kansas City. Il est l'unique enfant né de l'union de Deborah R. Nelson (1955-2024) et de Marshall Bruce Mathers Junior (1951-2019). De nationalité américaine, le rappeur a des origines écossaises, anglaises, Cherokees, allemandes, suisses, polonaises et luxembourgeoises. Il est issu par son père de la famille Mather, famille calviniste originaire du Lancashire, ayant donné plusieurs éminents pasteurs puritains et ayant émigré aux États-Unis en 1635 à la suite des persécutions anglaises, d'abord installée à Boston, puis en Pennsylvanie. Sa mère n'a que dix-sept ans lorsqu'elle met au monde son fils. Elle échappe de peu à la mort durant l'accouchement. Lorsque Marshall a neuf mois, son père l'abandonne et Deborah doit élever seule son fils. Marshall Bruce Mathers Jr, le père biologique d'Eminem, est décédé le 26 juin 2019 à l'âge de 67 ans d'une crise cardiaque à son domicile de l'Indiana.
Debbie Nelson, quant à elle, décède le 2 décembre 2024 d'un cancer du poumon à Saint Joseph, dans le Missouri.
En janvier 1981, à l'âge de huit ans, il se fait passer à tabac presque à mort et uriner au visage dans les toilettes par D'Angelo Bailey et sa bande. L'absence de Marshall passe inaperçue, il n'est retrouvé que plusieurs heures après par sa mère. Il reste quelques jours dans le coma car sa tête a frappé violemment le rebord des toilettes. À la sortie de son coma, sa mère démissionne de son emploi pour s'occuper de son fils qui doit réapprendre toutes les fonctions motrices et qui souffre de maux de tête, de perte de la vision et de vomissement. La mère du jeune Marshall poursuit en justice l'établissement scolaire, mais l'affaire est classée sans suite. Eminem raconte ce triste épisode de son enfance dans la chanson Brain Damage, extraite de The Slim Shady LP. Il subit régulièrement des passages à tabac et diverses humiliations de la part des jeunes qu'il fréquente en raison de sa couleur de peau et de sa constitution plutôt frêle. Durant plusieurs années, Marshall et sa mère déménagent, d'abord dans le Missouri (Saint Joseph, Savannah et Kansas City) puis à Warren dans le Michigan avant de s'installer à Détroit. Dans les quartiers où il vit, la cohabitation entre Blancs et Noirs est parfois difficile. Les nombreux déménagements ne changent rien à cette situation ; partout où il va, il reste un bouc émissaire. Jusqu'à l'âge de seize ans, il subit ces mauvais traitements. Par la suite, ses bourreaux se calment et il entame des séances de musculation. L'artiste aurait été diagnostiqué comme souffrant de troubles bipolaires et de trouble obsessionnel compulsif.
Durant cette jeunesse, Marshall a comme passion la bande dessinée et aspire à devenir dessinateur de comics avant de découvrir le hip-hop grâce à son oncle Ronald « Ronnie » Polkinghorn (1971–1992), qui lui prête une copie du single d'Ice-T Reckless,.

« C'est à cette époque que j'ai rencontré Proof pour la première fois […] Je lui ai dit de passer me voir pour m'écouter de temps en temps / Il m'a alors regardé comme si j'avais perdu mes esprits / Et a secoué la tête d'un air de dire que les Blancs sont incapables d'avoir le sens du rythme / J'ai dit un vers et fait rimer anniversaire avec premier lieu / Nous avions déjà adopté un style de rap qui sonnait de la même manière, genre Big Daddy Kane / Où les nombreuses syllabes composées sont combinées / D'une certaine façon, nous savions que nous serions amenés à nous rencontrer à nouveau, quelque part, au-delà des barrières »

— Eminem parle de sa rencontre avec Proof dans Yellow Brick Road
Après avoir acheté un exemplaire de l'album Licensed to Ill des Beastie Boys, il commence à s'intéresser au mouvement hip-hop. À quatorze ans, il adopte le nom de scène de M&M. Par la suite, Marshall adopte le trompe-oreilles Eminem comme pseudonyme. En tant que parolier, Eminem a déjà un but précis à cette époque : faire rimer un maximum de syllabes par vers et que tout ait un sens ; il décortique ainsi sur les feuilles où il écrit ses textes chaque syllabe de chaque mot afin d'identifier leur sonorité et travaille jusqu'à ce que ses paroles aient du sens tout en utilisant des rimes riches. Bien qu'inscrit au lycée Lincoln de Warren, il participe régulièrement à des battles au lycée d'Osborn dans les quartiers Est de Détroit. Eminem se fait une réputation sur la scène musicale de Détroit et plusieurs groupes veulent le recruter. À la suite de la séparation des New Jacks, son premier groupe, il rejoint Bassmint Productions. Avec son deuxième groupe, il sort un EP appelé Steppin' onto the Scene. Il rencontre peu après son ami Proof avec qui il fonde le groupe D12. Bassmint Productions change de nom et devient Soul Intent. En 1995, ils sortent leur single Fuckin' Backstabber sur le label Mashin' Duck Records. Bien qu'il y ait une majorité de Noirs dans la culture hip-hop de l'époque, Eminem trouve sa place sur la scène rap de Détroit,. Après avoir redoublé trois fois sa neuvième année d'étude, équivalent de la troisième en France, il abandonne sa scolarité à l'âge de dix-sept ans. Cet échec scolaire est dû à un très grand absentéisme. En 1991, l'oncle de Marshall, Ronnie, se suicide. Eminem porte depuis un tatouage en hommage à son oncle avec l'inscription « R.I.P. Ronnie ». Après la mort de Ronnie, Debbie, la mère d'Eminem, lui fait croire que son oncle a tenté de l'appeler avant de se suicider afin de le faire culpabiliser. Eminem n'apprendra la vérité sur cette histoire que bien plus tard. Eminem fait référence à son oncle dans de nombreuses chansons comme Stan, Cleanin' Out My Closet ou My Dad's Gone Crazy.

### Débuts,Infiniteet premiers problèmes familiaux (1992–1996)

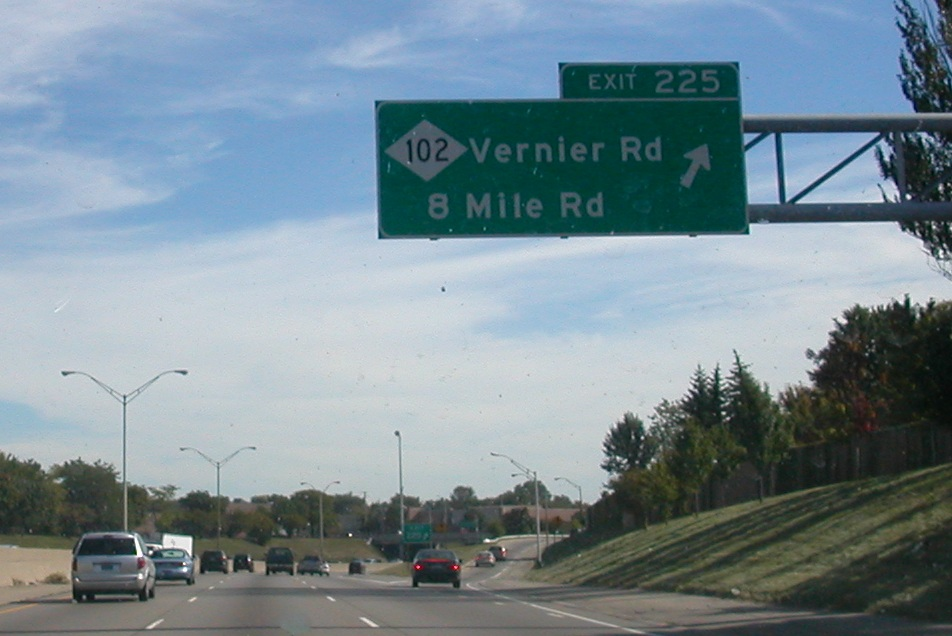
Eminem vivait sur 8 Mile Road à Détroit.

Son premier mentor musical est le rappeur local Champtown qui l'emmène pour la première fois en studio. Eminem fait sa première apparition dans un clip avec Champtown dans Do-Da-Dipity. Eminem se sépare de Champtown pour rejoindre le label FBT Productions en 1992, label appartenant aux frères Mark et Jeff Bass. Il travaille ensuite comme cuisinier dans le restaurant Gilbert's Lodge à Saint Clair Shores, percevant le salaire minimum et faisant également le ménage. C'est également en 1992 qu'Eminem forme son premier groupe, en la personne de Soul Intent, réunissant Proof et des amis d'enfance. Ils sortent en 1995 un EP homonyme. Âgé de 20 ans, Marshall connaît ses premiers problèmes avec la justice, quand il est arrêté pour son implication dans un drive-by-shooting (il était armé d'un pistolet de paintball). L'affaire se termine par un non-lieu, car la victime ne s’est pas présentée devant les tribunaux.
En 1996, Eminem, après avoir été signé sur FBT Productions, fondé par les frères Mark et Jeff Bass, sort son premier album studio en solo, Infinite, enregistré dans les studios Bassmint. Cet album paraît sur le label indépendant des deux frères, Web Entertainment. Eminem se souvient de cette période en disant : « Évidemment, j'étais jeune et j'étais influencé par de nombreux artistes. J'ai eu beaucoup de commentaires disant que mon flow ressemblait beaucoup à celui d'AZ. Infinite m'a permis d'essayer de trouver la sonorité de mon rap. Il m'a permis de grandir, de progresser. Je vois Infinite comme une démo qui a été un peu bâclée ». Les thèmes de l'album se concentrent sur la naissance de sa fille Hailie, en abordant les difficultés qu'il rencontre pour l'élever, la pauvreté et sa volonté de devenir riche et célèbre. Pendant cette période, le style d'Eminem, principalement influencé par les rappeurs AZ, Nas et Esham, ne possède pas encore l'inclinaison comico-violente pour laquelle il est aujourd'hui connu.

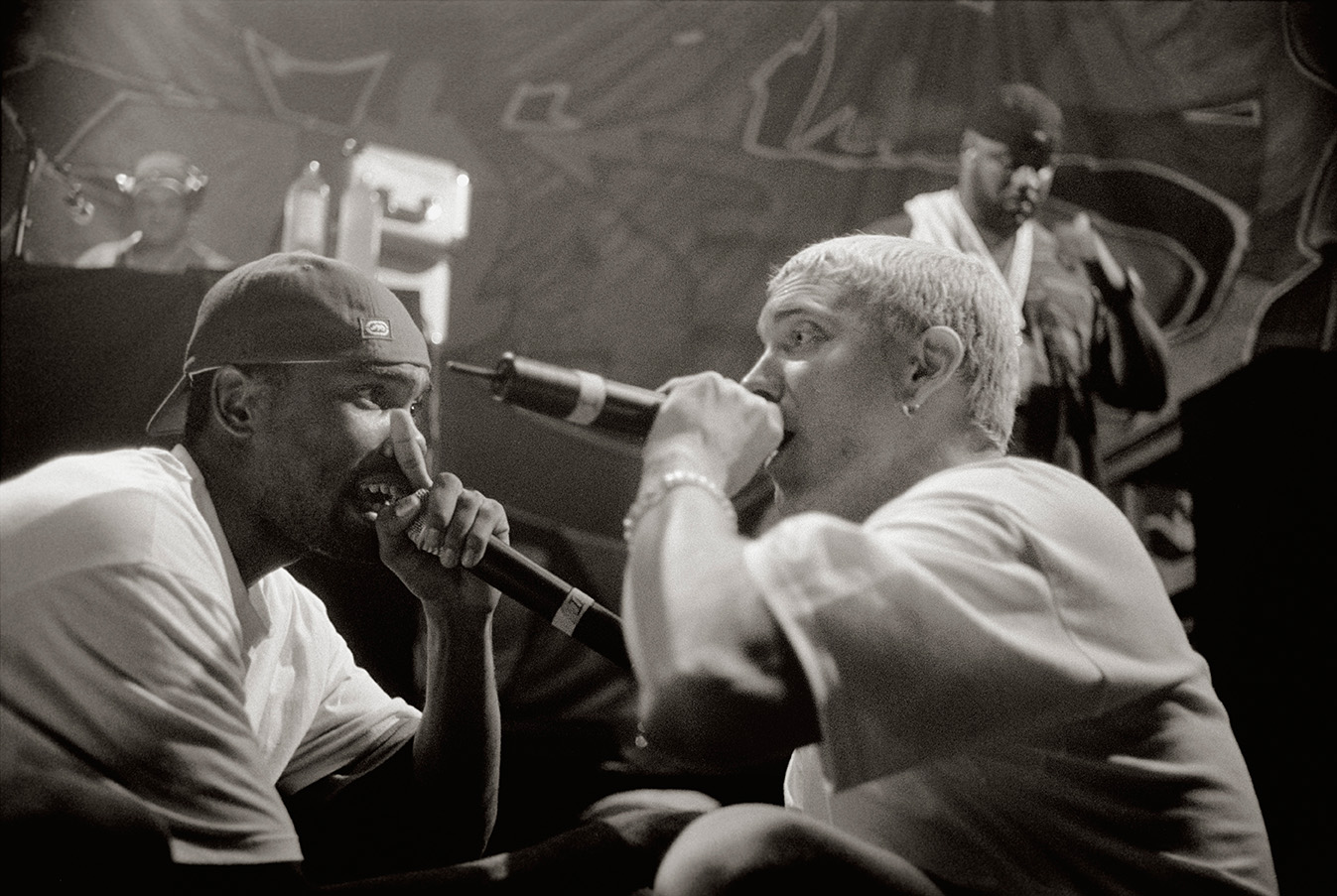
1999 Munich/Germany Juice Jam.

Infinite est un échec critique et commercial. Les disc-jockeys de Detroit ignorent le disque et les avis reçus par le rappeur (« Pourquoi tu ne fais pas plutôt du rock'n'roll ? ») le firent se mettre à écrire des textes plus furieux et déprimants. Eminem plonge dans la drogue et l'alcool avant de tenter de se suicider, sans succès,. Jimmy Iovine, alors président du label Interscope Records, demande qu'on lui envoie une cassette d'Eminem après l'avoir vu terminer second aux Rap Olympics 1997, concours annuel opposant de jeunes rappeurs. La même année, Eminem remporte le prix du Freestyle Performer of the Year. Cela lui permet d'acquérir davantage de légitimité sur la scène rap. C'est alors que Jimmy Iovine contacte Dr. Dre pour lui faire écouter l'enregistrement d'Eminem. Les deux hommes entrent en contact avec le rappeur.

### Introduction de Slim Shady,The Slim Shady LPet la montée vers le succès (1997–1999)

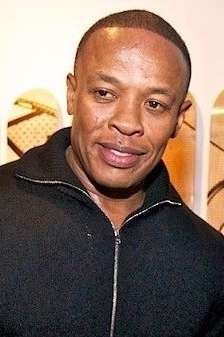
Eminem signe sur le label du producteur Dr. Dre en 1998.

Eminem se met à attirer plus d'attention autour de lui en développant Slim Shady, un alter ego violent et sadique qui permet au rappeur d'exprimer sa colère avec des paroles traitant notamment de drogues, de viol et de meurtre. En 1997, Eminem sort un EP intitulé The Slim Shady EP. L'album est distribué par Web Entertainment, au même titre qu'Infinite. The Slim Shady EP sort sous la forme de cassettes, vinyles et CD. Les sujets abordés sont désormais beaucoup plus crus. Il fait de nombreuses références à l'usage de drogues, aux pratiques sexuelles, à la violence et à l’instabilité mentale. Eminem en profite pour peaufiner son flow, jugé trop similaire à ceux d'AZ ou de Nas sur Infinite. Il aborde aussi à nouveau des sujets sérieux tels que la lutte contre la pauvreté ou les problèmes familiaux. Cet album introduit des événements de fiction alors que le rappeur ne retranscrivait que des événements réels sur Infinite. La production, décriée dans l'album précédent est, cette fois, saluée. Sur cet album, on trouve pour la première fois certains producteurs fidèles à Eminem tels que Kon Artis, DJ Head ou DJ Rec. On retrouve également une nouvelle fois les frères Bass. Eminem avoue alors dans une interview pour le magazine Billboard que « la musique est le seul moyen de le faire sortir de sa vie de malheur ». À la même époque, il apparaît sur la chanson Fuck Off, extraite de l'album de Kid Rock, Devil Without a Cause. En mars 1998, le magazine The Source cite Eminem parmi une liste d'artistes prometteurs.
Après avoir été expulsé de sa maison, Eminem part à Los Angeles pour concourir aux Rap Olympics 1997, une compétition de battles de rap annuelle et nationale. Il termine second et c'est à ce moment qu'un membre du staff d'Interscope Records envoie une copie du Slim Shady EP à Jimmy Iovine, CEO de la compagnie, qui le transmet à Dr. Dre, fondateur d'Aftermath Entertainment et membre fondateur du groupe N.W.A. Il en dira plus tard : « De toute ma carrière dans l'industrie musicale, je n'avais jamais trouvé quelqu'un à partir d'une démo ou d'un CD. Quand Jimmy a joué ça, j'ai dit : Trouvez-le. Maintenant. » Il précisera plus tard sa pensée, interviewé dans le quatrième et dernier épisode du documentaire The Defiant Ones : « J'étais, genre, c'est quoi, ce bordel ? Et qui c'est, putain ? », exprimant le choc ressenti face au talent de rappeur de Mathers. Bien que ses associés le critiquent pour avoir trouvé un rappeur blanc, il reste confiant dans sa décision : « Je n'en ai rien à foutre si vous êtes violet : si vous pouvez le faire, je travaillerai avec vous. » Eminem idolâtre Dre depuis son adolescence (il écoutait énormément les chansons de N.W.A) et était nerveux à l'idée de travailler avec lui sur un album : « Je ne voulais pas sembler fasciné par lui, ni m'aplatir devant lui. C'était pourtant la première fois que je voyais une icône telle que lui. » Mais après une série de sessions d'enregistrement très productives, ses craintes s'évaporent.
C'est en 1999 que paraît le deuxième album d'Eminem (son premier sur une major), nommé The Slim Shady LP. Il devient l'un des albums les plus populaires de l'année 1999 (certifié triple disque de platine dès la fin de cette même année), malgré des accusations d'imitation du style du rappeur underground Cage. La popularité de l'album est accompagnée d'une controverse autour des paroles. Dans la chanson '97 Bonnie and Clyde, il se débarrasse du corps de sa femme, aidé par sa fille de deux ans. Dans le second single de l'album, Guilty Conscience, dans lequel Eminem joue le rôle de la mauvaise conscience de plusieurs personnes confrontées à des problèmes différents, ce dernier encourage un homme à tuer sa femme et l'amant de cette dernière. Cette chanson a d'ailleurs été la première collaboration musicale entre Eminem et Dr. Dre. Les deux artistes collaboreront par la suite à de nombreuses reprises, dans les titres Forgot About Dre et What's the Difference (ainsi que des voix non-créditées sur le titre The Watcher) sur Chronic 2001, Bitch Please II sur The Marshall Mathers LP, Say What You Say sur The Eminem Show, Encore/Curtains Down sur Encore et enfin Old Time's Sake et Crack a Bottle sur Relapse et, de plus, Dre a fait une apparition spéciale sur chaque album d'Eminem sorti chez Aftermath. En 2011, ils travaillent ensemble sur le single I Need a Doctor pour l'album Detox, de Dr. Dre, qui ne verra finalement jamais le jour. Pour chacune de ces collaborations, Eminem s'occupe d'écrire intégralement les textes tandis que Dr. Dre assure la production.
The Slim Shady LP est désormais certifié quatre fois disque de platine par la RIAA. Eminem a été de nombreuses fois accusé d'imiter le style du rappeur Cage sur cet album, ce qu'il a toujours réfuté. Le premier single de l'album, My Name Is, connaît un grand succès en se classant, notamment, à la seconde position des charts au Royaume-Uni. Le magazine Q a classé la chanson comme étant la sixième meilleure de l'histoire de la musique.

### The Marshall Mathers LP,The Eminem Showet8 Mile(2000–2003)

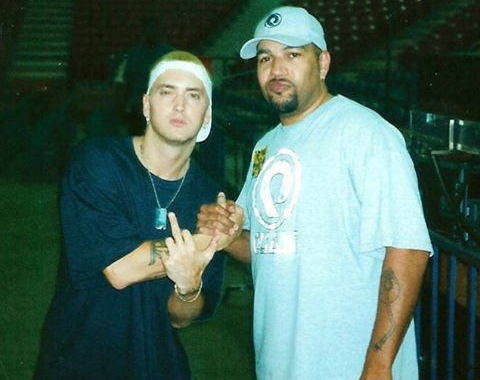
Eminem (à gauche) à l'ARCO Arena pour la tournée Up in Smoke, juin 2000.

Le 23 mai 2000, Eminem sort son troisième album, The Marshall Mathers LP. L'album se vend à 32,2 millions d'exemplaires dans le monde et est certifié disque de diamant après avoir dépassé la barre des onze millions d'albums uniquement aux États-Unis,. Lors de sa première semaine d'exploitation, l'opus se vend à 1,76 million d'exemplaires aux États-Unis, battant ainsi le record du meilleur démarrage pour un album de hip-hop devant Doggystyle de Snoop Dogg. Il bat même le record pour un artiste solo, tous genres confondus, devant …Baby One More Time de Britney Spears,. Le premier single extrait de l'album est The Real Slim Shady, qui connaît un grand succès. En France, il se classe seizième des singles les plus vendus de l'année derrière Hélène Ségara, mais devant le rappeur Disiz la Peste. Certaines paroles, critiquant des stars comme Christina Aguilera ou Britney Spears, créent la polémique. Le 7 septembre 2000, Eminem sort le second single extrait de The Marshall Mathers LP, The Way I Am. Eminem y révèle que le succès de My Name Is est une source de pression. Dans le clip de My Name Is, Eminem avait parodié le rockeur Marilyn Manson. Les deux hommes semblent réconciliés puisqu'Eminem l'invite à faire une apparition dans le clip. Marilyn Manson participe même à une prestation de la chanson en live. Dans le troisième single, Eminem sample le refrain du titre Thank You de la chanteuse anglaise Dido pour sa chanson Stan. Stan est une histoire fictive qui raconte la folie d'un fan d'Eminem qui écrit des lettres à son idole mais ne reçoit aucune réponse. Plongé dans la colère, il tue sa femme enceinte et se suicide. Le scénario de ce titre rappelle d'autres titres d'Eminem comme '97 Bonnie & Clyde ou Kim. La chanson est classée troisième des « 30 meilleures chansons de hip-hop » par le magazine Q, seulement quatre ans après la sortie du single. Stan est classée dixième dans une enquête similaire du site Top40-Charts.com. En 2003, trois ans après la sortie de la chanson, le magazine Rolling Stone la classe 270e sur sa liste des « 500 meilleures chansons de l'histoire », tous genres confondus. En 2017, le terme « Stan » fait son entrée dans le dictionnaire anglais d'Oxford en référence au même titre. En juillet 2000, Eminem devient le premier Blanc à faire la une du magazine The Source.
En 2001, alors qu'Eminem est accusé d'homophobie, il invite une icône gay, Elton John, à venir interpréter Stan avec lui sur la scène de la 43e cérémonie des Grammy Awards. L'association Gay and Lesbian Alliance Against Defamation (GLAAD) critique ouvertement la décision d'Elton John de se produire avec un rappeur qu'elle juge homophobe. Entertainment Weekly place cet événement sur sa liste des plus marquants de la dernière décennie et cette action redore l'image d'Eminem auprès des médias. Le 21 février 2001, la GLAAD proteste devant le Staples Center contre la venue d'Eminem aux Grammy Awards à la suite de sa nomination dans la catégorie « album de l'année ». Lors de cette période, Eminem participe tout d'abord à la tournée Up in Smoke Tour avec Dr. Dre, Snoop Dogg, Nate Dogg et Ice Cube en Amérique du Nord. Il lance ensuite sa propre tournée mondiale, l'Anger Management Tour. Le 19 juin 2001, Eminem publie, avec son groupe D12, l'album Devil's Night. Il s'agit du premier album du collectif originaire de Détroit. L'album connaît un succès considérable se classant à la première place des charts américains grâce à 372 000 albums écoulés en une semaine. Le premier single, Purple Pills, connaît un grand succès à l'inverse du second.
Après deux ans d'absence en solo, Eminem revient le 28 mai 2002 avec son quatrième album studio, The Eminem Show. C'est un succès similaire à son précédent album solo puisque, dans le monde, il atteint 33,6 millions d'unités vendus. Cet opus se classe numéro 1 aux États-Unis avec 1,33 million d'albums vendus la première semaine. Le premier single, très humoristique, à l'image de The Real Slim Shady, est Without Me, paru deux semaines avant la sortie de l'album. La chanson critique ouvertement les boys bands, Limp Bizkit, Dick Cheney et Lynne Cheney ainsi que Moby. L'album est certifié dix fois disque de platine par la RIAA et donc disque de diamant. L'album traite de sa relation avec son ex-femme et sa fille, son ascension vers le succès ainsi que de sa place dans le monde du hip-hop. Il revient également sur l'agression qu'il a commise envers un videur de boîte de nuit ayant embrassé son ex-femme. Le journaliste Stephen Thomas Erlewine, du site AllMusic, affirme qu'il y a de la provocation et de l'engagement dans cet album mais qu'il est tout de même moins violent que le précédent, The Marshall Mathers LP. Cependant, le journaliste L. Brent Bozell III, qui avait déjà fortement critiqué le contenu misogyne de The Marshall Mathers LP, souligne l'obscénité du langage d'Eminem. Il lui donne d'ailleurs le surnom d'« Eminef », né de la contraction du nom du rappeur et de motherfucker, insulte très présente dans l'album. The Eminem Show est l'album le plus vendu de l'année 2002 dans le monde entier. Le second single, Cleanin' Out My Closet, rappelle, quant à lui, l'enfance difficile d'Eminem, élevé seul par sa mère. La chanson se classe à la quatrième position au Billboard. Sortent ensuite trois singles : Superman en collaboration avec Dina Rae, Sing for the Moment qui reprend Dream On d'Aerosmith et enfin Business, chanson librement inspirée des comics américains avec la participation de Dr. Dre.

Logo du film 8 Mile dans lequel Eminem débute au cinéma en 2002.

Le 8 septembre 2002, le film 8 Mile est présenté au Festival international du film de Toronto. Eminem y fait ses premiers pas au cinéma ; c'est un drame, signé du réalisateur de L.A. Confidential, Curtis Hanson. Eminem joue Jimmy « B-Rabbit » Smith Junior, un jeune rappeur blanc vivant à Détroit et tentant de percer dans le monde du rap. Pour cela, il participe à des battles organisées par Future (rôle tenu par Mekhi Phifer). Dans ces duels, il est confronté à des rappeurs Noirs devant lesquels il perd ses moyens. Avec le soutien d'Alex (Brittany Murphy) et malgré les tensions avec sa mère (Kim Basinger) et son beau-père (Michael Shannon), il parvient à battre Papa Doc et à s'imposer sur la scène hip-hop locale. Pour ce film, il compose la bande originale avec de nombreux rappeurs tels que 50 Cent ou Jay-Z. Eminem écrit Love Me, Rap Game, Rabbit Run, et surtout Lose Yourself pour laquelle il reçoit l'Oscar de la meilleure chanson originale en 2003.
Le 8 octobre 2003, Eminem est officiellement mis sous surveillance par les services secrets américains. Dans la chanson We As Americans, il critique très violemment la politique du président de l'époque, George W. Bush, et le menace même de mort. La chanson, en version censurée, a ensuite été placée sur le disque bonus de l'album Encore. La même année, Eminem et Dr. Dre prennent en main le jeune rappeur de New York 50 Cent. Il sort cette année-là son premier album, Get Rich or Die Tryin', sur le label Shady Records. Il se vend à treize millions d'exemplaires et la chanson In da Club connaît un grand succès.

### Encoreet retrait de la scène musicale (2004–2007)

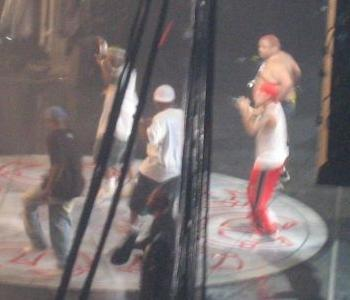
Eminem et son groupe D12 lors du Anger Management Tour en 2005.

Le 27 avril 2004, le groupe d'Eminem, D12, revient sur le devant de la scène avec son second album studio, D12 World. Cet album se hisse, une nouvelle fois, au sommet des charts américains en venant déloger Confessions d'Usher de la première place du Billboard 200. En une semaine, l'album s'écoule à 545 000 exemplaires contre 372 000 pour l'album précédent, Devil's Night. Le premier single, My Band, connaît un succès mondial en se classant à la première place en Australie, en Nouvelle-Zélande et en Norvège. Cette chanson, très humoristique, évoque avec autodérision la popularité d'Eminem et son impact sur le reste du groupe. Le second single, How Come connaît également le succès bien qu'il soit moins important que celui de My Band. Il se classe notamment quatrième en Australie et cinquième au Danemark.
Le 12 novembre 2004, Eminem sort son cinquième album, Encore, le quatrième sur le label de Dr. Dre. L'opus est un nouveau succès et se fait connaître internationalement par le single Just Lose It, diss song contre le chanteur de pop américain Michael Jackson,. Une semaine après la sortie de Just Lose It, Michael Jackson appelle la radio de Steve Harvey pour exprimer son mécontentement. Dans le clip, Eminem reprend certains éléments négatifs de la vie du chanteur. Les paroles de la chanson font également référence aux différents problèmes judiciaires de Michael Jackson. Eminem affirme cependant qu'il ne veut pas le blesser en particulier et qu'il est juste un peu fou. De nombreux amis et fans de la star réagissent à ce clip. C'est le cas de Stevie Wonder qui trouve qu'il « humilie Michael Jackson alors que celui-ci est au plus mal », et qui définit la chanson comme étant une « connerie ». Steve Harvey, quant à lui, réagit en indiquant qu'Eminem a perdu sa simplicité et qu'il faut qu'il fasse marche arrière. Michael Jackson n'est cependant pas la seule victime du clip. Eminem s'attaque également à Madonna, à l'époque de son Blond Ambition World Tour, ainsi qu'à Pee-Wee Herman et MC Hammer. À la suite des protestations de Michael Jackson, le musicien et humoriste Weird Al Yankovic intervient. En 2003, il avait parodié la chanson Lose Yourself d'Eminem sur le titre Couch Potato paru sur l'album Poodle Hat. Il indique au Chicago Sun-Times que le clip qu'il prévoyait pour cette chanson a été interdit par l'équipe de production d'Eminem, jugeant que cette parodie aurait pu être nuisible à l'image du rappeur. Il pense donc que Michael Jackson devrait faire de même pour la chanson Just Lose It. Black Entertainment Television est la première chaîne à stopper la diffusion du clip. Cependant, MTV s'oppose à l'arrêt de la diffusion de Just Lose It. Le magazine The Source va encore plus loin en demandant, outre l'arrêt de la diffusion du clip, des excuses publiques d'Eminem envers Michael Jackson ainsi que l'éviction de Just Lose It de l'album Encore, à la demande du PDG du groupe, Raymond « Benzino » Scott. En 2007, Michael Jackson et Sony rachètent Famous Music, la division d'édition musicale de Paramount Pictures, faisant ainsi l'acquisition des droits sur les œuvres d'Eminem et de Shakira entre autres.
Malgré le côté humoristique du premier single, Encore est un album traitant davantage de sujets de société fondamentaux comme l'opposition à la guerre dans la chanson Mosh :

« Assez de sang versé pour le pétrole, nous avons nos propres batailles meurtrières à combattre sur notre sol/ Pas d'autre guerre psychologique dans le but de nous mystifier et nous amener à penser que nous ne sommes pas loyaux/ Regardez dans ses yeux, il n'y a de la place que pour le mensonge/ La bannière étoilée a été dérobée et blanchie pour être remplacée par son propre visage »

— Eminem critique ouvertement la politique de George W. Bush dans Mosh.
Le 25 octobre 2004, une semaine avant les élections présidentielles, Eminem dévoile sur internet le clip de Mosh. La chanson est une violente critique de la politique de George W. Bush. Eminem y prononce des paroles telles que « fuck Bush » ou « cette arme de destruction massive que l'on appelle notre président ». Dans le clip, Eminem conduit des milliers de personnes, dont le rappeur Lloyd Banks, jusqu'au parvis de la Maison-Blanche. Toutes ces personnes sont présentées comme victimes de la politique de George W. Bush. Cependant, lorsqu'elles arrivent en face de la Maison-Blanche, on constate qu'elles sont simplement là pour voter. On voit à la fin l'inscription VOTE Tuesday November 2. Après la réélection de Bush, la fin est modifiée.
Après l'exploitation d'Encore, avec des singles comme Like Toy Soldiers ou Mockingbird, Eminem revient à la production de 50 Cent avec son nouvel opus, The Massacre. Il produit également le nouvel album posthume de Tupac Shakur, Loyal to the Game. En 2005, certains spécialistes de l'industrie musicale prédisent un arrêt imminent de la carrière du rappeur de Détroit après six années au sommet des charts. De nombreuses rumeurs parlent également d'un retour en fin d'année 2005, avec un double album qui pourrait s'appeler The Funeral. Finalement, c'est sous la forme d'un best of intitulé Curtain Call: The Hits qu'Eminem fait son retour en décembre 2005. En juillet 2005, le Detroit Free Press avait mis fin aux rumeurs sur la fin de carrière d'Eminem en affirmant que, selon des sources proches de l'intéressé, il souhaitait se consacrer davantage à la production d'artistes comme 50 Cent ou Obie Trice. Le jour de la sortie de la compilation, Eminem indique, dans l'émission de radio Mojo in the Morning, enregistrée à Détroit, qu'il ne veut pas arrêter sa carrière d'artiste et qu'il veut juste prendre le temps de faire une pause. Il ajoute que le nom de l'album, Curtain Call, veut peut-être dire que c'est son dernier travail mais qu'il ne le sait pas lui-même.
La même année, le journaliste et écrivain américain Bernard Goldeberg écrit un ouvrage intitulé 100 People Who Are Screwing Up America. Il y dresse la liste de toutes les personnalités rabaissant l'image des Américains dans le monde entier. Il classe Eminem à la 58e place et le met en couverture du livre. Goldeberg se justifie en citant un article pour le New York Times écrit en 2001. Celui-ci disait : « Dans le monde d'Eminem, toutes les femmes sont des prostituées que l'on peut violer ou assassiner à souhait ». Goldeberg cite la chanson No One's Iller, extraite de The Slim Shady EP, pour prouver la misogynie d'Eminem. À l'été 2005, Eminem reprend son Anger Management Tour pour une nouvelle tournée américaine, accompagné de 50 Cent, G-Unit, Lil Jon, D12, Obie Trice, The Alchemist et bien d'autres. En août 2005, Eminem annonce qu'il annule sa tournée en Europe en affirmant qu'il entre en cure de désintoxication pour « dépendance aux somnifères ». Eminem annule donc douze concerts dont un prévu au stade de France,.
Le 6 décembre 2005 sort le premier best of d'Eminem, Curtain Call: The Hits, sur le label Aftermath Entertainment de Dr. Dre. L'album contient trois titres inédits : When I'm Gone, Shake That, en duo avec Nate Dogg, et Fack. Les plus grands succès du rappeur y sont repris comme Stan, Lose Yourself ou encore Without Me. La prestation d'Eminem et d'Elton John aux Grammy Awards est également présente. Lors de sa première semaine d'exploitation, l'album se vend à près de 441 000 exemplaires et se classe à la première place du Billboard 200. C'est la quatrième fois qu'Eminem atteint la première place en solo et la sixième fois si l'on compte les albums de D12. L'album est certifié double disque de platine par la RIAA.
Le 5 décembre 2006, Eminem sort la compilation de son label Shady Records intitulée Eminem Presents: The Re-Up. Deux singles en sont extraits. Le premier s'appelle You Don't Know où l'on retrouve Eminem, 50 Cent, Ca$his et Lloyd Banks. Sort ensuite un duo d'Eminem avec 50 Cent intitulé Jimmy Crack Corn. En septembre 2007, Eminem, interviewé avec 50 Cent sur la radio new yorkaise Hot 97, avoue qu'il hésite beaucoup avant de sortir un nouvel album. Il déclare être retourné en studio et, malgré ses problèmes personnels, être poussé par les membres du label à travailler.

### Retour avecRelapse(2008–2009)

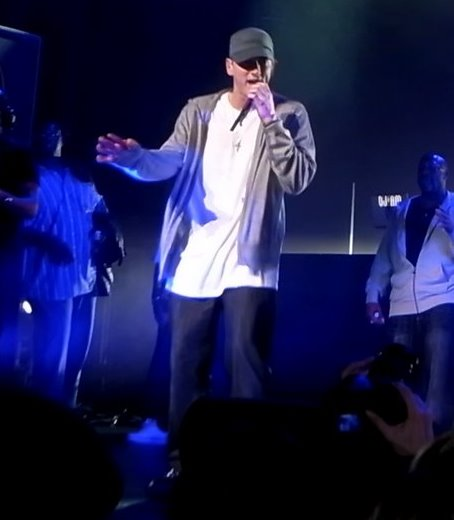
Eminem en concert avec D12 en mai 2009.

En janvier 2008, Eminem est hospitalisé dans un établissement à proximité de Détroit. Cette hospitalisation est due à des problèmes cardiaques consécutifs à une overdose. Cela fait suite à un retrait de la scène musicale depuis près de deux ans. Après la mort de Proof, il a fait une dépression et a pris beaucoup de poids. Il quitte l'hôpital quelques jours plus tard pour retourner auprès de sa famille. Durant cette période, le rappeur est dépendant aux médicaments, notamment au Valium et à la méthadone. Eminem avouera plus tard qu'il a failli mourir d'une surdose à cette époque, consommant parfois l'équivalent de quatre sachets d'héroïne par jour et affirme qu'avant cette période sombre, le rap était sa drogue puis, quand il n'a plus fait de musique, il a dû trouver autre chose pour « délirer ».
En septembre 2008, Eminem intervient sur sa chaîne de radio, Shade 45. Il dit qu'il souhaite se concentrer sur un éventuel retour en solo et sur la production d'autres artistes qui l'aident beaucoup en contrepartie. À la même période, la maison de disques Interscope affirme qu'un nouvel album du rappeur est en préparation. L'album est alors annoncé au plus tard pour l'été 2009. En décembre 2008, il apporte de nouveaux détails sur l'album, indiquant tout d'abord que celui-ci s'appellera Relapse (la « rechute »). Eminem indique également qu'il est de retour en studio avec son ami et producteur Dr. Dre comme avant sa coupure musicale. Il ajoute que Dr. Dre sera à la production de la plupart des titres de Relapse comme à l'époque d'Encore.
Le 5 mars 2009, Eminem annonce vouloir sortir deux nouveaux albums durant l’année. Le premier, Relapse, sort le 19 mai 2009. Pour cet album, Eminem aurait écrit près de 300 chansons. Il fait cette annonce un mois après la sortie de Crack a Bottle, un single promotionnel produit en collaboration avec Dr. Dre et 50 Cent. L'attente très forte autour du nouvel album se fait vite ressentir puisque le single se classe à la première position des ventes hebdomadaires aux États-Unis. Le premier véritable single arrive, quant à lui, le 7 avril 2009. Il s'agit de la chanson We Made You, dont le refrain est interprété par Charmagne Tripp. Le titre est produit par Dr. Dre et coproduit par Eminem et Doc Ish. Il contient un sample de Hot Summer Nights de Walter Egan. Le single connaît un succès important en se classant premier en Australie, en Irlande et en Nouvelle-Zélande, tandis qu'il atteint la neuvième place aux États-Unis et la onzième en France. Dans cette chanson, Eminem reprend ses classiques en attaquant des personnalités avec virulence. Il critique le physique de Jessica Simpson, l'homosexualité de Lindsay Lohan et Ellen DeGeneres, les problèmes de drogue d'Amy Winehouse ainsi que Sarah Palin, membre du Parti républicain américain. Les médias conservateurs réagissent à cette attaque en signalant qu'Eminem est « la plus basse forme de divertissement. » Bien qu'il ne se soit pas vendu autant que les albums précédents, il se classe néanmoins numéro 1 dans de nombreux pays, notamment aux États-Unis, où 608 000 exemplaires s'écoulent en une semaine. Les critiques mitigées n'empêchent pas l'album d'être classé à la première place en France, en Australie, en Belgique et au Royaume-Uni. Relapse est l'album de rap le plus vendu en 2009 et est certifié disque d'or en France et disque de platine aux États-Unis. Durant la cérémonie des MTV Movie Awards 2009, le comédien Sacha Baron Cohen descend dans le public avec un costume d'ange, se retrouvant dans les bras du rappeur. Quelques jours plus tard, Eminem annonce qu'il était au courant de cette mise en scène qu'ils avaient planifiée conjointement.
Les autres singles de l'album sont 3 a.m., commercialisé le 23 avril 2009, Old Time's Sake avec Dr. Dre et enfin Beautiful, seule chanson de l'album produite par Eminem. Pitchfork, qui a beaucoup critiqué l'album, trouve qu'avec Beautiful, Eminem remonte le niveau de Relapse. Le single est d'ailleurs très bien accueilli par la critique. Le refrain est interprété par Paul Rodgers du groupe Queen + Paul Rodgers. Le 30 octobre 2009, Eminem apparaît pour la première fois en tête d'affiche d'un concert au Voodoo Music Experience à La Nouvelle-Orléans. Il interprète, outre les chansons de Relapse, ses anciens succès.
Le 19 novembre 2009, Eminem annonce sur Twitter que la réédition de Relapse, appelée Relapse: Refill, sortira le 21 décembre 2009. Cette réédition contient sept nouveaux titres dont Forever avec Drake, Lil Wayne et Kanye West, Hell Breaks Loose avec Dr. Dre, Elevator ou encore Music Box. Eminem déclare en interview que ces chansons devaient initialement sortir sur Relapse 2 mais qu'il avait décidé de faire patienter les fans en les dévoilant plus tôt. Le 22 décembre 2009, sort le single Drop the World, extrait de Rebirth de Lil Wayne, avec Eminem en featuring. Lors de la 52e cérémonie des Grammy Awards, Eminem interprète Forever avec Drake, Travis Barker et Lil Wayne avec qui il chante également Drop the World. Eminem repart de la soirée avec deux Grammy Awards, celui de la « meilleure collaboration de rap » avec Dr. Dre et 50 Cent pour Crack a Bottle et celui du « meilleur album rap » pour Relapse.

### Retour au sommet et réunification de Bad Meets Evil (2010–2011)
Le 14 avril 2010, Eminem publie sur le réseau social Twitter un message indiquant « There is no Relapse 2 » (« il n'y aura pas de Rechute 2 »). Le message ne signifie pas que le rappeur ne sortira pas de nouvel album mais simplement que le nom en est changé. Il annonce, toujours via Twitter, que l'album s'appellera Recovery, par un message où l'on peut lire « RECOVERY » avec un lien vers le site officiel d'Eminem. Eminem annonce : « Il était à l'origine prévu que je sorte une suite à Relapse appelée Relapse 2. Puis j'ai travaillé avec de nouveaux producteurs et je me suis dit que cette suite avait de moins en moins de sens. La musicalité de Recovery est totalement différente de celle de Relapse et je pense qu'il mérite bien son propre titre. ». Son septième album solo, Recovery sort donc le 18 juin 2010. Lors de sa première semaine d'exploitation, Recovery se vend à 741 000 exemplaires aux États-Unis,. C'est la sixième fois qu'Eminem termine en solo à la première place des charts américains. C'est également le meilleur démarrage d'un album depuis Black Ice d'AC/DC en 2008. L'album reste à la première place pendant cinq semaines consécutives et sept au total. Recovery devient l'album le plus vendu de l'année 2010 aux États-Unis et Eminem devient, par la même occasion, le seul artiste à avoir réalisé cet exploit à deux reprises, après The Eminem Show en 2002. L'album est également le plus vendu de l'histoire en format numérique.
Le premier single extrait de cet album est Not Afraid. Publié le 29 avril 2010, il s'installe d'entrée en tête du Billboard Hot 100. Le clip est, quant à lui, diffusé pour la première fois le 4 juin 2010. Le site About.com donne au titre la note de 4,5 sur 5 en définissant la chanson de « déchirante » et qualifiant Eminem de « grand poète ». Not Afraid est également le single le plus téléchargé dans le monde la semaine de sa sortie. Le 9 août 2010, Eminem présente son second single, Love the Way You Lie. Il s'agit d'une collaboration avec la chanteuse barbadienne Rihanna. La chanson est un tube planétaire et se classe à la première place des charts dans de nombreux pays. Parmi les pays où le titre a été classé numéro 1, on peut citer l'Australie, la Belgique, le Canada, l'Allemagne ou encore le Royaume-Uni. La chanson a été écrite par Eminem et la chanteuse Skylar Grey. Eminem revient avec ce morceau à un thème qu'il affectionne, l'amour maladif, thème déjà exposé dans Kim ou dans Stan. Cette chanson est jugée par les critiques, dont Kyle Anderson de MTV, comme très sombre. Pour le clip, paru le 5 août 2010, deux acteurs renommés sont invités : Megan Fox, connue pour ses rôles dans la saga Transformers, et Dominic Monaghan, vu dans Le Seigneur des anneaux. Le clip est réalisé par Joseph Kahn qui travaille pour la quatrième fois avec Eminem après Purple Pills, Without Me et We Made You. Love the Way You Lie est le single le plus vendu de l'année 2010 au Royaume-Uni, bien qu'il n'ait jamais été classé no 1. Par la suite, Eminem et Rihanna collaboreront de nouveau pour réaliser la suite de Love the Way You Lie, Rihanna devenant la chanteuse principale à l'inverse de l'originale où Eminem rappait la plupart du morceau. Cette suite voit davantage le côté de la femme dans la relation conflictuelle qui fait le scénario de la chanson. Cette chanson apparaît sur l'album Loud de Rihanna. Les deux singles suivants sont No Love, avec la participation de Lil Wayne, et Space Bound. Le second crée la polémique en raison de son clip. L'actrice pornographique Sasha Grey joue la petite amie d'Eminem dans un clip jugé violent et malsain. Eminem, persuadé que sa copine le trompe, tente de l'étrangler avant de se suicider. L'association des mères de famille d'Angleterre a jugé que ce clip avait « une influence néfaste sur les jeunes » et que le comportement d'Eminem est « diabolique et égoïste envers les familles affectées. »

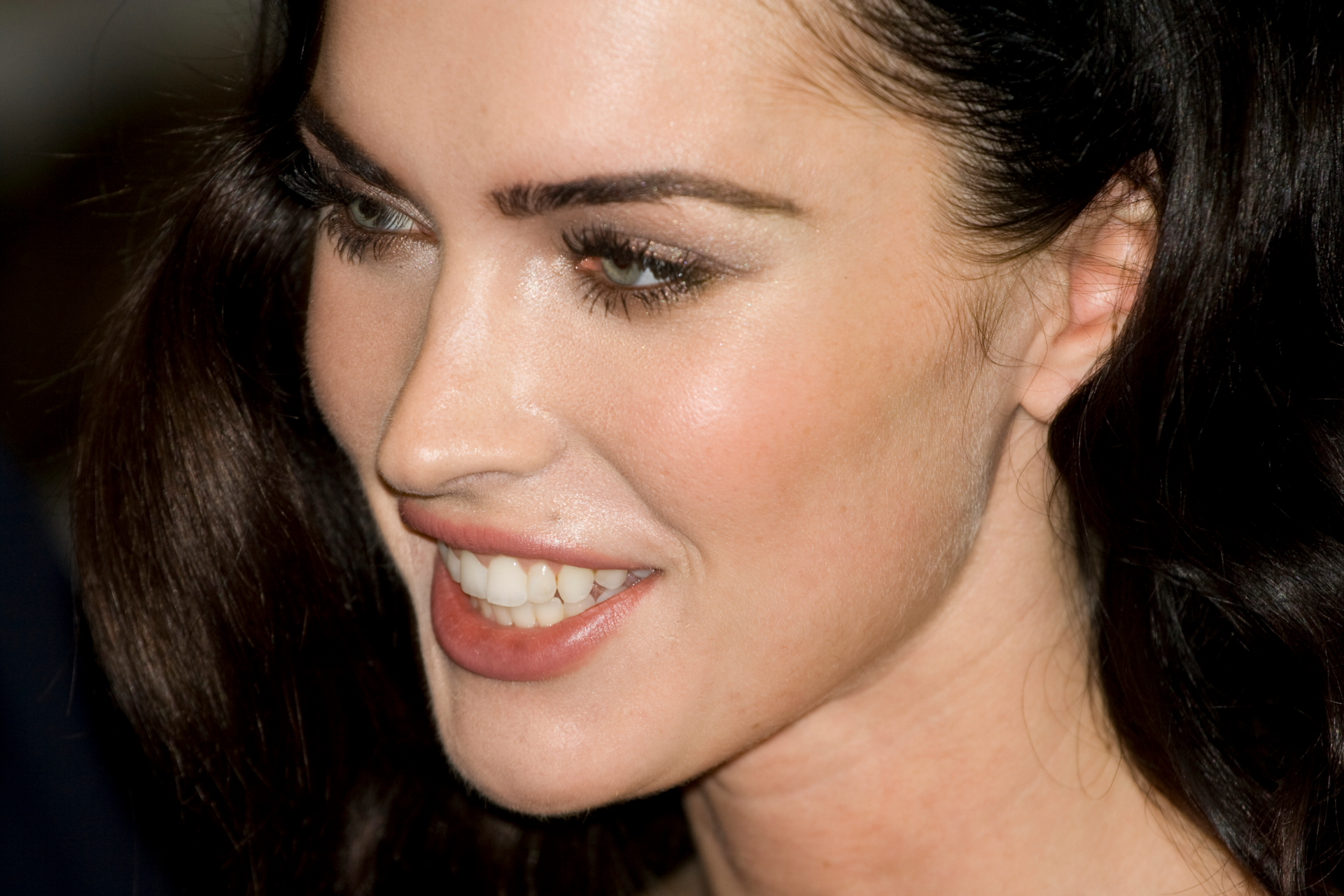
Megan Fox participe avec Dominic Monaghan au clip de Love the Way You Lie.

Eminem apparaît au BET Awards 2010 pour y interpréter Not Afraid et la seconde partie du titre Airplanes du rappeur américain B.o.B. Il participe également au concert E3 organisé par Activision, interprétant les chansons Won't Back Down, Not Afraid, Airplanes et Lose Yourself. En juin 2010, Eminem et Jay-Z annoncent qu'ils participeront à une tournée commune intitulée The Home and Home Tour. Ils seront présents à deux concerts, l'un à Détroit et l'autre à New York, et interpréteront, notamment, leur duo Renegade. Les places s'étant vendues très vite, les deux rappeurs avaient même songé à ajouter des dates à leur tournée. À la même période, Eminem est sacré « rappeur du XXIe siècle » par BET.
Les MTV Video Music Awards débutent le 12 septembre 2010 par les chansons Not Afraid et Love the Way You Lie avec le refrain chanté par Rihanna. Grâce au succès de Recovery et du Home & Home Tour, Eminem est sacré « Hottest MC in the Game 2010 » par MTV. Il est également élu « MC of the Year » par le site HipHopDX. En décembre 2010, Billboard considère The Great Eminem Recovery comme le plus grand moment de l'année dans la culture musicale. Eminem participe aux Grammy Awards 2011 où il interprète Love the Way You Lie (Part. II) avec Rihanna et Adam Levine ainsi que I Need a Doctor aux côtés de Dr. Dre et Skylar Grey. À la même époque, Eminem retourne en studio avec Royce da 5'9" pour travailler sur leur premier EP, Hell: The Sequel, qui sortira le 14 juin 2011. Avant la sortie de cet album, Eminem avait déjà retravaillé avec Royce da 5'9" sur le titre Writer's  n,m,n,Block extait de l'album Success Is Certain. Le 3 mai 2011, sort le premier single extrait de cet opus appelé Fast Lane. La chanson bénéficie d'un clip tourné à Détroit, ville d'origine des deux rappeurs. Eminem devient à la même période la personnalité la plus populaire du réseau social Facebook devançant Rihanna, Shakira, Justin Bieber ou encore Michael Jackson. Il est également le premier artiste depuis cinq ans à être classé numéro 1 aux États-Unis avec moins de douze mois d’intervalle. Ces deux albums sont Recovery et le premier album de Bad Meets Evil, Hell: The Sequel.
Début 2011, la chanson 2.0 Boys est diffusée sur Internet. Yelawolf et Slaughterhouse, fraîchement signés à Shady Records, y participent. Le 6 juillet 2011, Bad Meets Evil dévoile son deuxième single intitulé Lighters avec la participation de Bruno Mars. Le clip est, quant à lui, révélé à la fin du mois d'août. Le 6 août 2011, Eminem participe au festival Lollapalooza lors duquel il reprend ses plus grands succès.

### The Marshall Mathers LP 2etShady XV(2012–2017)
Le 24 mai 2012, Eminem annonce qu'il travaille sur son huitième album studio, dont la sortie est prévue pour 2013. Certains magazines tels que XXL ou Complex placent cet album parmi les plus attendus de l'année 2013 bien qu'aucun nom ou date de sortie ne soit communiqué par les labels d'Eminem. Le 30 juin 2012, Eminem intervient sur sa propre station de radio, Shade 45, dans l'émission présentée par DJ Whoo Kid. Il explique que l'album avance et que Dr. Dre est une nouvelle fois impliqué. Dans une interview du 30 août 2012, Royce da 5'9" attend de voir la réaction des gens après ce qu'il a entendu dire sur l'album. L'ami d'Eminem, 50 Cent, est annoncé comme participant au projet. Le producteur No I.D. est également confirmé sur l'album. Certaines rumeurs avancent aussi que DJ Premier pourrait être de l'aventure, car il participe à des sessions d'enregistrement du rappeur début 2012. Le 11 février 2013, le président de Shady Records et manager d'Eminem, Paul Rosenberg, déclare que le huitième album du rappeur sortira après le Memorial Day, soit après le 27 mai 2013. Le 22 mars 2013, Dr. Dre annonce qu'Eminem a presque terminé de composer son huitième album.
En attendant ce nouvel opus, Eminem participe à d'autres albums. Tout d'abord, il apparaît, avec Adam Levine, sur la chanson My Life extraite du nouvel album à venir de 50 Cent. On le retrouve également sur Numb, extrait d'Unapologetic de Rihanna, sur Here Comes the Weekend, extrait de The Truth About Love de Pink et sur C'mon Let Me Ride, extrait de Don't Look Down de Skylar Grey. Eminem annonce ensuite une série de concerts en Europe au mois de mars 2013 et, notamment, en France et en Belgique,,. Au mois de juin, des photos d'Eminem en studio avec les rappeurs Big Sean et Kendrick Lamar sont publiées par le label Shady Records,. Le 19 juin 2013, Eminem révèle le freestyle Symphony in H extrait de la mixtape The Piece Maker 3: Return of the 50 MC's de Tony Touch. Le 14 août 2013, lors d'une conférence d'Activision, Eminem dévoile le titre Survival, produit par DJ Khalil, présent sur le jeu vidéo Call of Duty: Ghosts. Durant la cérémonie des MTV Video Music Awards 2013, Eminem révèle dans un spot publicitaire pour Beats by Dr. Dre que l'album s’appellera The Marshall Mathers LP 2 et sortira le 5 novembre 2013.
Le premier single de l'album, intitulé Berzerk, est publié fin août 2013 et est téléchargé légalement 362 000 fois lors de la première semaine de commercialisation, entrant à la troisième position du Billboard Hot 100. Il y annonce officiellement le retour de Slim Shady, son alter ego, qui avait disparu depuis l'album Relapse. Le 8 octobre 2013, Eminem dévoile le clip de son second single, Survival. Il publie par la suite Rap God, d'une part acclamée par la critique et d'autre part critiquée pour ses paroles jugées homophobes,. Le 28 octobre 2013, Eminem dévoile le quatrième single de l'album, intitulé The Monster, qui est en collaboration avec la chanteuse barbadienne, Rihanna. The Marshall Mathers LP 2 sort en novembre 2013 et se révèle être un succès critique et commercial. La semaine de sa sortie, il se vend aux États-Unis en 792 000 exemplaires. Il devient platine (dépassant le million d'exemplaires vendus) la semaine suivante. Le titre Berzerk lui vaut une nomination aux Grammy Awards. The Marshall Mathers LP 2 étant sorti trop tard, il ne figure pas dans les sélections des Grammy pour la cérémonie de 2014, et ne sera éligible que l'année suivante.
Le 24 août 2014, Eminem annonce la sortie d'un nouvel album, pour le 28 novembre 2014, intitulé Shady XV (15 pour les quinze ans de son label Shady records et de son album The Marshall Mathers LP). Le 1er single est Guts Over Fear, en duo avec la chanteuse Sia sous le label de Shady records, qui sera également présent sur la bande originale du film Equalizer,.
En 2015, il est invité par Yelawolf sur son album Love Story, publié le 21 avril 2015, pour y interpréter Best Friend. Quelques jours seulement après la sortie de l'album, le clip est dévoilé. Toujours en 2015, il produit la bande originale du film La Rage au ventre, intitulée Music from and Inspired by the Motion Picture Southpaw. Il interprète notamment les deux premiers singles, Phenomenal et Kings Never Die (en duo avec Gwen Stefani). À l'origine, Eminem devait tenir le rôle principal du film. Après le désistement du rappeur, c'est finalement Jake Gyllenhaal qui le remplace.

### RevivaletKamikaze(2017–2019)
Le neuvième album studio d'Eminem, Revival, sort en décembre 2017, avec plusieurs invités sur l'album tels que Beyoncé, Ed Sheeran ou encore Alicia Keys. L'album se hisse directement en tête des classements aux États-Unis et en France. Malgré son succès, cet album lui vaudra de nombreuses critiques, reprochant à Eminem de s'éloigner son côté hip-pop et virulent. Certains grands noms viennent même critiquer cette sortie comme Joe Budden. Cet album est souvent considéré par la communauté rap comme le moins bon d'Eminem.
Le 3 mai 2018, l'extrait d'un morceau qui fait participer Dr. Dre et Snoop Dogg fuite sur internet. Le 31 août 2018 et à la surprise générale, Eminem sort un album studio intitulé Kamikaze composé de 13 titres. Dans celui-ci il se rapproche du style de ses premiers projets et s'éloigne du côté pop de ses derniers albums. Il s'attaque notamment à la nouvelle génération du rap américain (la génération mumble rap), critiquant des artistes comme Lil Pump, Lil Xan ou encore le groupe Migos. Il répond aussi aux critiques de Joe Budden et Charlamagne tha God sur son dernier projet Revival. Mais surtout il s'en prend au rappeur Machine Gun Kelly, pour des raisons personnelles, en effet « MGK » avait écrit en 2012 un tweet parlant de la fille d'Eminem, Hailey, disant qu'elle était « hot » (équivalent vulgaire de « sexy » en français), ce qui avait déplu à Eminem. Machine Gun Kelly a alors critiqué à des nombreuses reprises Eminem dans différents freestyles ou chansons, et c'est finalement avec Kamikaze qu'Eminem lui répond enfin. Machine Gun Kelly s'attaque alors à lui le 3 septembre avec son morceau Rap Devil, publié moins de 24 heures après la sortie de l'album. Eminem lui répond finalement le 14 septembre avec Killshot. Mais dans Kamikaze Eminem cite aussi des artistes de manière positive dans son album comme Kendrick Lamar, J. Cole, Joyner Lucas (présent en featuring sur celui-ci), Logic, Big Sean ou encore Hopsin.
Le 5 octobre 2018, Eminem publie sur YouTube le clip de sa chanson Venom, morceau de la bande-originale du film Marvel du même nom.

### Music to Be Murdered Byet sa réédition (2020–2021)
Le 17 janvier 2020, Eminem sort par surprise son nouvel album, Music to Be Murdered By. Cette sortie s'accompagne du clip de Darkness. Pour ce nouvel opus, Eminem travaille à nouveau avec Dr. Dre. Il contient des feats avec des rappeurs et rappeuses plus jeunes, comme Juice Wrld, Anderson .Paak ou Young M.A mais aussi avec des rappeurs plus installés comme Royce da 5'9" ou Q-Tip. Il invite d’autres artistes plus pop comme Ed Sheeran ou Skylar Grey.
Dans cet album, il bat le record du monde de rapidité en termes de mots prononcé en quelques secondes, faisant écho à son ancien record, établi dans Rap God en 2013. Dans les 30 dernières secondes de Godzilla, il prononce 224 mots contenant 330 syllabes, soit en moyenne 10,65 syllabes/seconde et 7,23mots/seconde. Cette musique replace l'artiste au centre de l'attention et lui permet une bonne propulsion médiatique, en participant notamment à la 92ème cérémonie des oscars. Il enflamme alors la salle avec son tube Lose Yourself.
Le 18 décembre 2020, Eminem sort par surprise la deuxième partie de l'album, Music to Be Murdered By - Side B (Deluxe Edition), composée de 16 titres supplémentaires.

### Super Bowl LVI etCurtain Call 2(2022–2023)
Le 13 février 2022, il participe au spectacle de la mi-temps du Super Bowl LVI qui a lieu à Los Angeles. Eminem chante en compagnie de Dr. Dre, Snoop Dogg, Mary J. Blige, Kendrick Lamar et, à la surprise du public, 50 cent. Il est le dernier artiste à faire son entrée sur scène après la chanson Alright de Kendrick Lamar avec Forgot About Dre. Eminem interprète aussi Lose Yourself tout juste avant que tous les rappeurs ne se rassemblent au centre de la scène pour chanter Still D.R.E.. À la fin, il dépose un genou au sol en signe de solidarité avec les Noirs et le mouvement Black Lives Matter, en dépit de l'interdiction de ce geste par la NFL.
En août 2022, il sort la compilation Curtain Call 2, réunissant ses titres à succès enregistrés entre 2007 et 2022. L'album contient deux titres inédits dont From the D 2 the LBC avec Snoop Dogg.

### The Death of Slim Shady (Coup de Grâce)(depuis 2024)
En avril 2024, Eminem annonce que son douzième album studio, The Death of Slim Shady (Coup de Grâce), sortira à l'été 2024. Quelques semaines plus tard, il annonce la diffusion prochaine du premier single, Houdini. Le titre et le clip sont dévoilés le 31 mai 2024. Le 2 juillet de la même année, il annonce sur son compte Twitter la sortie de l'album pour le 12 juillet 2024.

## Vie personnelle

### Famille

#### Couple avec Kim Scott
Eminem a été en couple à deux reprises avec Kimberly « Kim » Scott, son premier amour. Ils se sont rencontrés alors qu'il avait 15 ans et elle 13, Kim venant de s'enfuir du foyer parental avec sa sœur Dawn. Marshall portait un tee-shirt à l'effigie de son icône, LL Cool J, sur lequel était écrit « I'm Bad » (« Je suis mauvais »). En couple dès 1989, ils se marient en 1999. En 2000, il demande le divorce après que Kim a été condamnée pour conduite en état d'ivresse. La même année, Eminem écrit la chanson Kim, préquelle de la chanson '97 Bonnie and Clyde publiée dans son précédent album. Dans ce morceau, Eminem se met en scène en train de tuer sa propre femme, Kim, lorsqu'il apprend que cette dernière l'a trompé. La chanson commence dans la maison du couple. Il parle à sa fille Hailie, qu'il est en train de coucher. S'ensuit une très violente dispute avec sa femme, qu'il insulte et à qui il reproche d'avoir amené son amant à la maison. Dans le second couplet, le couple se trouve dans une voiture. La dispute se poursuit et le personnage incarné par Eminem commence à délirer, alternant cris et pleurs. Dans le dernier couplet, ils sont dans les bois et sortent de la voiture. Kim tente de s'enfuir mais elle est rattrapée par son mari qui finit par l'égorger. Eminem a interprété la chanson à Détroit dans le cadre du Up in Smoke Tour, le 7 juillet 2000. Pendant cette prestation, Eminem simula l'assassinat de Kim sur une poupée gonflable. Kim, qui assistait au concert, tenta de se suicider chez elle mais heureusement le beau frère de Marshall était présent et a pu prévenir les secours à temps. Quelques mois plus tard, elle poursuit Eminem en justice pour diffamation. Le 10 novembre 2001, ils divorcent à la suite de nombreuses tensions. Eminem et Kim se réconcilient fin 2004 avant de se marier une seconde fois le 14 janvier 2006. Mais ils divorcent une seconde fois en décembre 2006. En 2010, il réfute une rumeur de réconciliation avec son ex-femme. Eminem a démenti les rapports de tabloïd selon lesquels Kim et lui auraient renouvelé leur relation amoureuse.

#### Relations avec sa mère
La relation entre Marshall et sa mère Debbie est ambivalente et conflictuelle. Dans Cleanin' Out My Closet (2002) et My Mom (2009), Eminem parle de la maltraitance infantile qu'il a subie de sa part et l'accuse, notamment, de l'avoir intoxiqué sciemment avec des psychotropes :

« Tu te souviens quand Ronnie est mort et que tu as dit que tu souhaitais que ce soit moi ? / Bien, devine quoi ? Je suis mort, aussi mort que je puisse l'être à tes yeux ! »

— Extrait traduit en français de Cleanin' Out My Closet sur The Eminem Show

« Ceci est mon histoire quand je n'étais qu'un petit et comment je suis devenu accro au Valium / Le Valium était dans tout ce que je mangeais […] dans les putains de petits pois dans mon assiette […] elle en saupoudrait assez pour assaisonner mon steak »

— Extrait traduit en français de My Mom sur Relapse
La grand-mère d'Eminem, Betty Kresin, ne prend aucunement parti entre les deux mais confirme que sa fille Debbie était lunatique : du fait de ses sautes d'humeurs, elle mettait parfois son fils à la porte sans raison valable. Betty, qui vivait à Warren (8 Mile), explique que Marshall venait alors régulièrement frapper chez elle en pleine nuit pour trouver un toit. En 1993, tout s'écroule dans la vie de Marshall lorsqu'il apprend que son oncle Ronnie s'est suicidé à la suite d'une dépression. Le choc lui enlève toute envie d'écrire pendant deux ans. Betty raconte dans le documentaire La Face cachée d'Eminem qu'à cette époque, la relation entre Marshall et sa mère est au plus mal : la mère de Marshall lui aurait fait croire, à tort, que Ronnie avait essayé de l'appeler avant son suicide et qu'il aurait donc pu empêcher le drame, afin de le faire culpabiliser. Ce n'est que bien plus tard que Marshall apprendra la vérité. Eminem est en froid avec elle depuis très longtemps et ne lui parle qu'à travers les paroles virulentes de ses chansons. En réponse à ce conflit, la mère d'Eminem enregistrera une chanson et écrira un livre appelé My Son Marshall, My Son Eminem.
Cependant, les relations entre le rappeur et sa mère s'améliorent peu à peu comme en témoigne la chanson Headlights, parue en 2013 sur l'album The Marshall Mathers LP 2. Eminem s'excuse auprès de sa mère et qualifie le titre de « plaidoyer pour une famille unie, ou du moins, moins dysfonctionnelle que par le passé ».

#### Enfants
De son union avec Kim est née le 25 décembre 1995 une fille, Hailie Jade Scott Mathers,. Eminem est le père adoptif de  deux autres enfants : Alaina, née le 3 mai 1993, dont la mère biologique est la sœur de Kim, et Stevie,, née en avril 2002, que Kim a eue d'une relation précédente. Le 3 octobre 2024, peu après la sortie du clip de la chanson Temporary, Hailie annonce sa grossesse sur son compte Instagram,,, fruit de son union avec Evan McClintock qu'elle a épousé quelques mois auparavant.

### Opinions politiques et religion

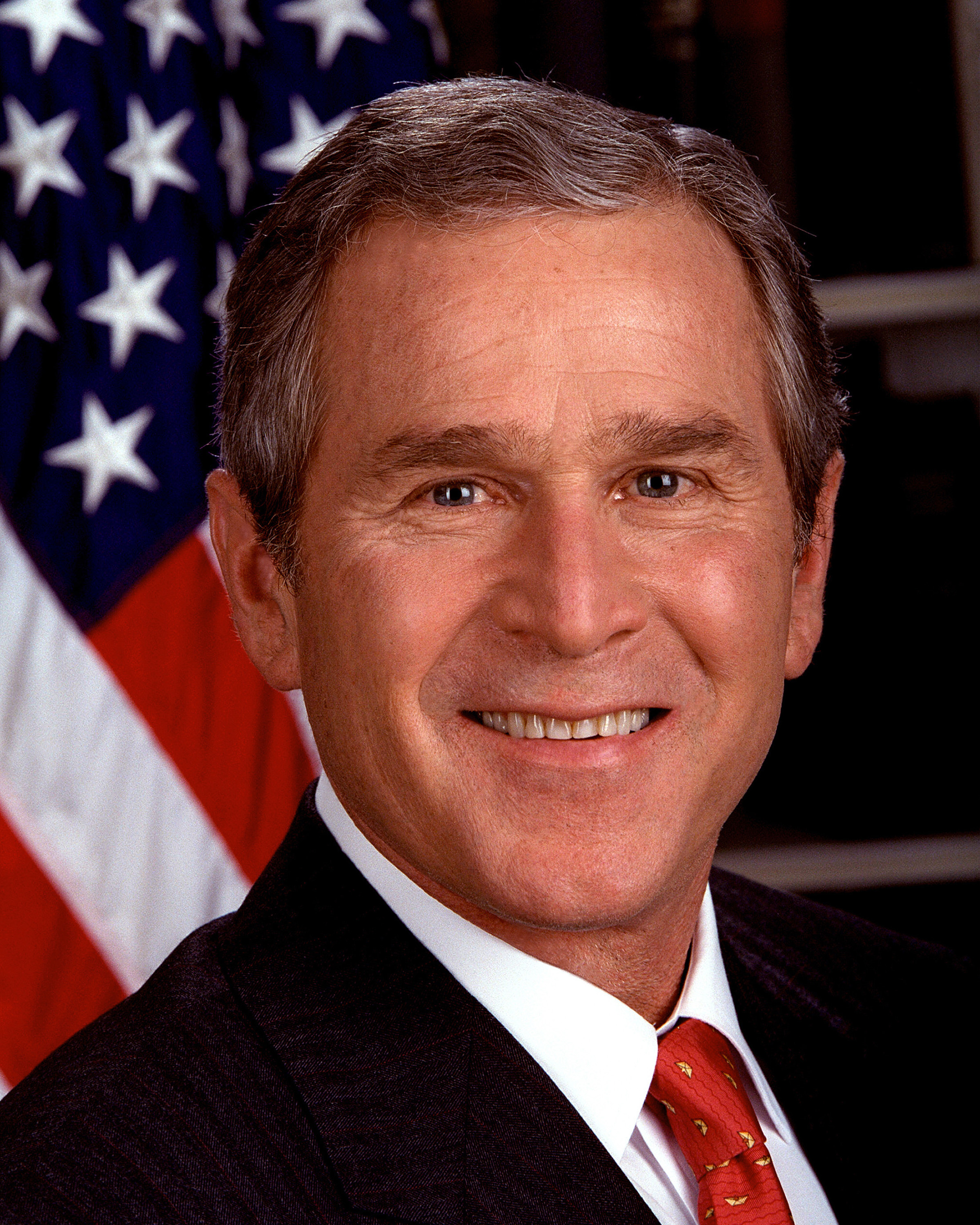
Le président George W. Bush, critiqué par Eminem dans de nombreuses chansons.

Bien qu'Eminem ne se considère pas comme un artiste engagé, il a, à de nombreuses reprises, exprimé sa haine envers l'ancien président américain George W. Bush. En effet, il dénonce ouvertement sa politique dans la chanson Mosh et plus précisément sa décision d'envahir l'Irak. Il accuse également le peuple américain et le gouvernement en affirmant que la montée en puissance de Ben Laden leur est due. Il va encore plus loin dans la chanson We As Americans sortie sur la réédition de l'album Encore. En effet, il y souhaite ouvertement la mort du président. Les Républicains sont également dénoncés dans les chansons Square Dance ou encore White America. Lors de l'élection présidentielle de 2008, Eminem vote en faveur du candidat démocrate Barack Obama. Le 19 octobre 2016, Eminem publie une vidéo de près de huit minutes intitulée Campaign Speech qui critique violemment Donald Trump, candidat du Parti républicain à l'élection présidentielle américaine de 2016, En novembre 2020, il autorise le candidat de la présidentielle Joe Biden à utiliser son morceau iconique Lose Yourself dans une vidéo de campagne. De plus, il incite ouvertement à voter dans un tweet publié le même jour.
Eminem est un chrétien et a rappé sur sa foi dans quelques chansons, notamment sur le remix de Use this Gospel.
Le 10 octobre 2017, Eminem diffuse un freestyle a cappella de 4 minutes 30 qui critique les choix du président des États-Unis Donald Trump depuis sa prise de fonction. Le rappeur prend position pour les manifestations afro-américaines et félicite le président prédécesseur Barack Obama ; le passage où l'interprète de Lose Yourself dit : « nous avons maintenant un kamikaze à la Maison Blanche » a de plus retenu l'attention des médias,,,,,.
En 2020, Eminem publie un clip musical Darkness de son nouvel album Music to Be Murdered By où l'artiste dénonce l'usage des armes aux États-Unis et les répercussions violentes qu'elles provoquent. De par ce single, Eminem est dès lors positionné parmi les nombreuses célébrités s'opposant au port d'armes à feu. À la suite des réactions suscitées, il s'adresse au public dans une lettre.

### Amitié avec Proof et mort de celui-ci

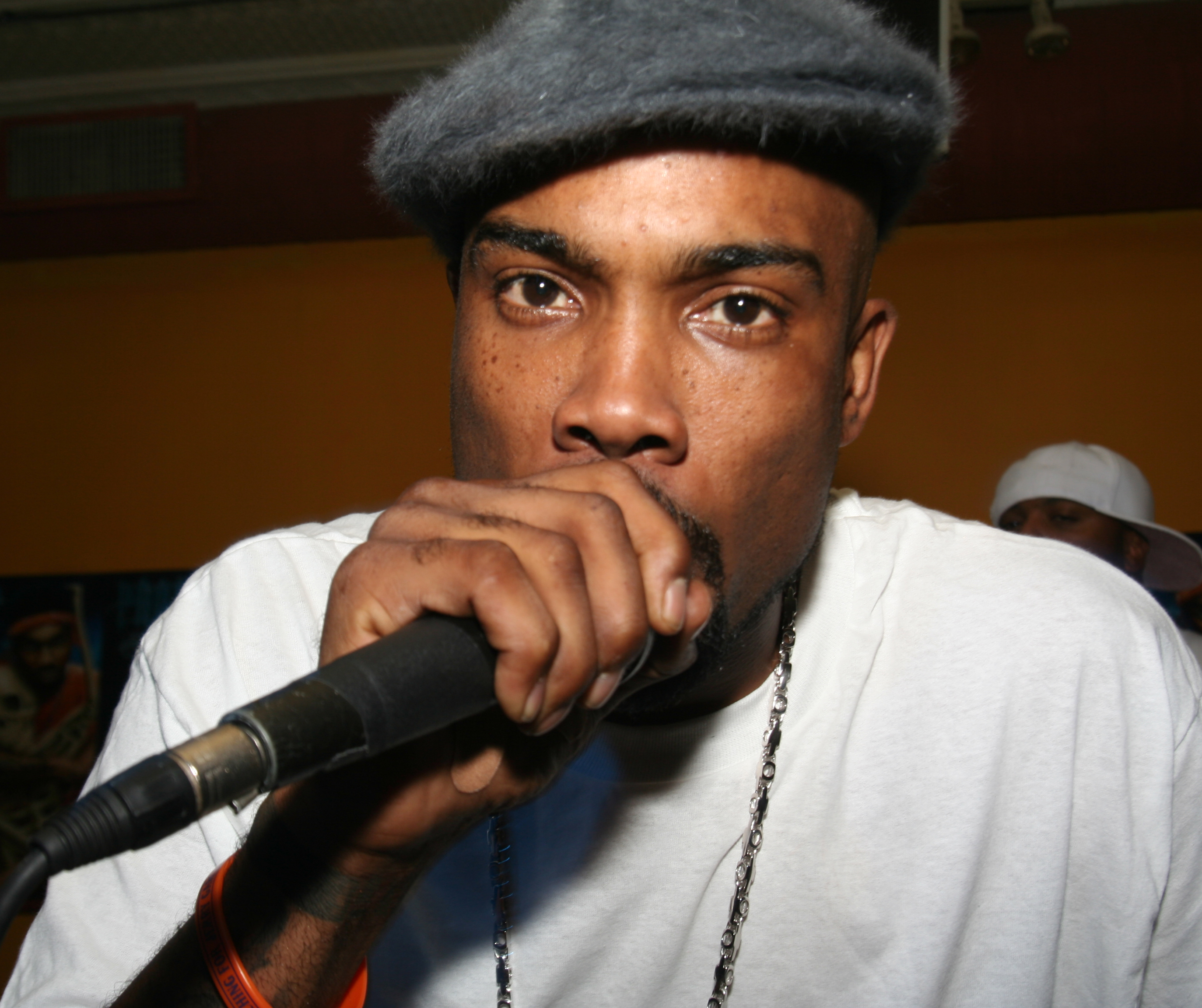
Proof, le meilleur ami d'Eminem, meurt le 11 avril 2006 à 32 ans.

À la fin des années 1980, Proof organise des battles entre rappeurs. Ce rôle central dans la scène rap de Détroit lui vaut le nom de « Hip hop Mayor of Detroit ». Il révèle notamment Obie Trice, Royce da 5'9" ou encore Eminem. Les deux rappeurs se prennent alors d'amitié et créent ensemble le groupe D12 avec leurs amis. Le groupe connaît au début des années 2000 le succès porté par la popularité d'Eminem. Leurs deux albums arrivent en tête des charts américains. Eminem et Curtis Hanson invitent Proof à jouer dans le film 8 Mile en 2002. Mais le 11 avril 2006, Proof est tué de deux balles dans le corps à la sortie du CCC Club sur 8 Mile Road à Détroit, après avoir lui-même assassiné Keith Bender Junior. Mario Etheridge, videur de ce club, est responsable de l'homicide. Évacué d'urgence à l'hôpital St. John Health's Conner Creek Campus, Proof est déclaré mort à son arrivée.
Le 19 avril 2006, Eminem, accompagné des membres de D12, de 50 Cent et de nombreux autres artistes, assistent à ses funérailles à la Fellowship Chapel à Détroit. Eminem lui a régulièrement rendu hommage, le mentionnant sur l'album Relapse dans Déjà Vu et Beautiful. La chanson Difficult, qui lui rend hommage, a été dévoilée contre la volonté d'Eminem. Sur l'album Recovery, deux chansons lui sont consacrées, Going Through Changes et You're Never Over.

### Santé

#### Problèmes de drogues
Un membre de D12 a déclaré que Mathers est sorti en 2002 de sa dépendance aux drogues et à l'alcool. Cependant, il s'est tourné vers les sédatifs comme le zolpidem pour soulager ses difficultés à s'endormir. En 2010, Eminem a déclaré qu'au pire de son addiction, il prenait 40 à 60 Valium (un anxiolytique) et plus de 20 Vicodin (un analgésique narcotique) par jour. Ceci a contraint Mathers à arrêter le Anger Management Tour en août 2005 et à entrer par la suite en désintoxication pour une « dépendance aux somnifères »,. Dans une entrevue en 2009 avec l'animateur de talk show britannique Jonathan Ross, Mathers a admis que pendant sa dépendance, il avait envisagé le suicide, disant qu'il ne prenait plus soin de lui et qu'il avait voulu parfois en finir avec la vie. Il a également déclaré que sa passion pour la musique avait remplacé son addiction depuis qu'il est sobre.
Lors d'une interview, ainsi que dans la chanson Déjà Vu, de l'album Relapse, Marshall Mathers a déclaré qu'il a failli mourir d'une overdose de méthadone. Dans le documentaire How To Make Money Selling Drugs paru en juin 2013, Eminem revient sur cette période de sa vie. Il dit dans ce film que ses organes le lâchaient et qu'un mois après sa sortie de l'hôpital, il fit une rechute et recommença à prendre beaucoup d'antidouleurs et de calmants. Il affirme s'être dit qu'il allait en mourir.

#### Syndrome d'Asperger
Le chanteur évoque dans son titre Wicked Ways sa vie avec le syndrome d'Asperger, forme d'autisme qui explique certaines singularités de sa vision du monde.

## Environnement artistique

### Style musical et paroles
La manière dont Eminem rappe est définie par Guerilla Black dans le livre How to Rap. Il dit tout d'abord que pour en être arrivé à un tel niveau, Eminem a écouté tout ce qui se faisait dans le rap, et c'est ce qui a fait sa force. L'auteur loue également différentes qualités d'Eminem : le traitement de sujets complexes avec humour, sa proximité avec son public, des albums avec un concept pourvus de sens, ses rimes complexes et sa capacité à transformer vocalement les mots pour qu'ils riment ainsi que l'utilisation des mélodies. Eminem est également réputé pour être très pointilleux dans l'écriture de ses paroles, prenant le temps de réessayer chaque vers jusqu'à trouver une rime qui lui convienne. Il est d'ailleurs considéré comme un « travailleur acharné ».
Les paroles d'Eminem traitent de sujets très variés. En effet, il écrit aussi bien des chansons autobiographiques (Marshall Mathers, My Mom), comiques voire satiriques (The Real Slim Shady, Just Lose It), dénonçant la société et les institutions (Mosh, We As Americans), insultant publiquement des personnalités qu'il rejette (Kill You, Bagpipes from Baghdad) que des chansons d'amour maladif (Love the Way You Lie, Space Bound, Kim). Selon certains critiques, Eminem aurait radicalement changé le visage du rap, tant au niveau des paroles que de la cote de popularité du genre.
Dans le livre The Way I Am, Eminem fournit des informations sur sa façon d'écrire : « Parfois je suis dans un état de concentration où j'ai quelques rimes qui me viennent à l'esprit et je me mets à improviser tout un texte l'instant d'après, sans avoir besoin de l'écrire. Mais mes meilleurs textes sont ceux que j'écris à tête reposée. Je me pose aucune question. Je pense juste à un thème, je crée une rime dans ma tête et puis boum ! Il se trouve que cette rime sert de déclencheur et finit par me mener à une chanson entière. » Il est d'ailleurs possible de consulter, ou même se procurer, certains des travaux d'Eminem, comme lorsque la chanson Lose Yourself, écrite d'une traite par le rappeur sur le plateau de tournage du film 8 Mile, a été mise aux enchères auprès du public.

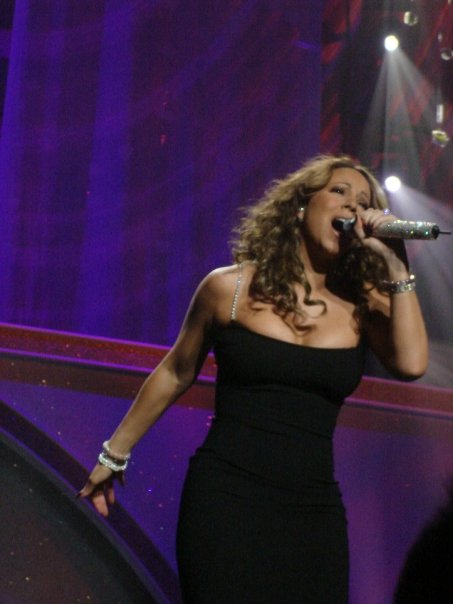
Mariah Carey est régulièrement attaquée par Eminem dans ses chansons.

Avec ses paroles virulentes, Eminem s'est fait de nombreux ennemis dans le milieu de la musique. Il a notamment attaqué très violemment Britney Spears (Same Song & Dance), Michael Jackson (Just Lose It), Ja Rule (Do Rae Me: Hailie's Revenge) ou encore Mariah Carey. Cette dernière, ainsi que son mari Nick Cannon, ont été la cible de nombreuses diss songs. On peut citer When the Music Stops, Superman, Jimmy Crack Corn ou encore Bagpipes from Baghdad. Mariah Carey répondra à ces attaques en indiquant que le rappeur est un « obsédé ». Le conflit s'achèvera par une nouvelle diss track d'Eminem intitulée The Warning. En 2014, Eminem déclenche une nouvelle fois une polémique à cause de paroles jugées violentes, où il dit vouloir « donner deux coups de poing dans la tête de Lana Del Rey », lors d'un freestyle promotionnel pour Shady XV.
Eminem apprécie également de rapper sur sa propre famille. Il dénonce par exemple l'éducation que lui a donnée sa mère Debbie ainsi que sa personnalité comme dans Cleanin' Out My Closet ou dans My Name Is,. Son ex-femme Kim est également une des cibles du rappeur de Détroit. En effet, il simule son assassinat dans la chanson Kim avant de la jeter à l'eau avec l'aide de sa fille de deux ans dans '97 Bonnie & Clyde. Elle tente d'ailleurs de se suicider à la suite de l'écoute de la première citée. Il parle aussi régulièrement de sa fille en lui témoignant son amour par l'intermédiaire de chansons comme Hailie's Song ou encore Mockingbird. Hormis sa passion pour le rap, Eminem est depuis toujours attaché aux comics américains. Il y fait référence dans de nombreuses chansons comme dans Business, Without Me ou encore Gatman and Robbin.
Eminem est un adepte des samples. Il a notamment samplé la chanson Thank You de Dido sur Stan ou encore Dream On d'Aerosmith sur Sing for the Moment. Il réutilise également des paroles d'Haddaway et Queen sur les titres Beautiful et No Love. Cela dit, parfois, il ne reprend que les instrumentaux comme sur Crack a Bottle où il sample Mais dans la lumière de Mike Brant.

### Composition et production

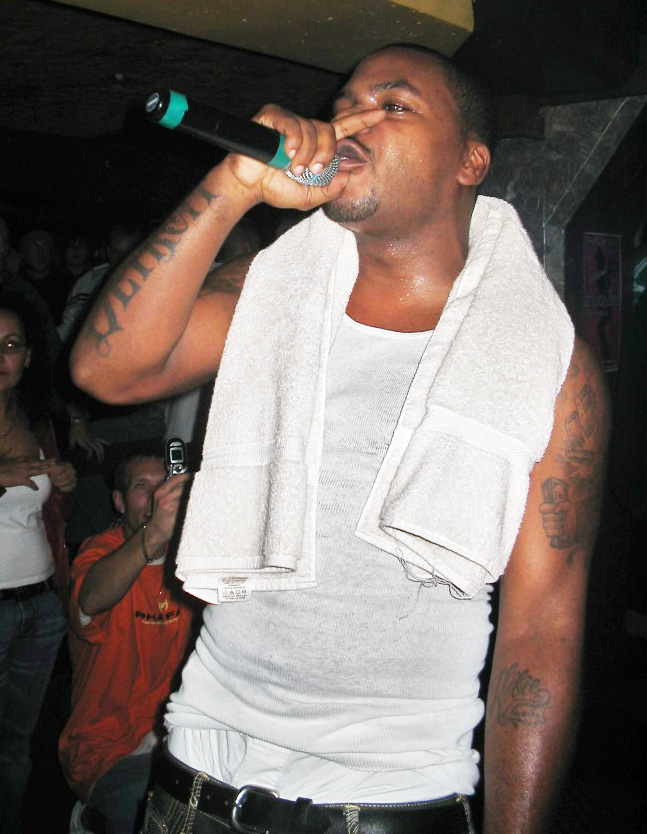
Eminem est le producteur exécutif de deux des albums du rappeur Obie Trice.

Eminem, tant avec D12 ou Bad Meets Evil qu'en solo, s'implique musicalement. Effectivement, comme sur le titre Not Afraid, il se charge des paroles et aussi en général de la production et du mixage vocal. À l'inverse de son mentor, Dr. Dre, qui utilise des nègres pour l'écriture de ses paroles, Eminem en écrit l'intégralité. Les textes d'Eminem sont d'ailleurs loués par de grands écrivains comme Seamus Heaney, prix Nobel de littérature. Eminem est considéré, tant par la critique musicale,,, que par la communauté hip-hop,,, comme un rappeur hors pair. Il se distingue notamment pour son maniement habile de l'allitération,, de l'assonance ou des jeux de mots, et par son énergie verbale.
Eminem se consacre également à la production de nombreux artistes. Il a notamment le statut de producteur exécutif sur les deux premiers albums de D12, Devil's Night et D12 World. Il a également ce statut sur les albums Cheers et Second Round's on Me du rappeur Obie Trice, ancien membre de Shady Records. Il produit aussi Get Rich or Die Tryin' et The Massacre de son protégé 50 Cent. Hormis ces albums, il produit les chansons de nombreux rappeurs parmi lesquelles Welcome to D-Block de Jadakiss, Renegade et Moment of Clarity de Jay-Z, On Fire, Hands Up et Warrior part II de Lloyd Banks, Drama Setter de Tony Yayo, Welcome 2 Detroit de Trick-Trick ou encore My Name et Don't Approach Me d'Xzibit. La plupart des titres de l'album The Eminem Show sont produits par Eminem lui-même avec la participation d'un de ses producteurs de toujours, Jeff Bass. Il coproduit Encore avec Dr. Dre, et en 2004, il est le producteur exécutif de l'album posthume de Tupac Shakur, Loyal to the Game en compagnie de la mère de celui-ci, Afeni Shakur. Sur cet album, il produit la chanson Ghetto Gospel qui se classe à la première place des ventes de singles en Angleterre. 2Pac rappe les couplets tandis qu'Elton John chante le refrain. Marshall produit The Cross sur l'album God's Son de Nas. Le 15 août 2006 sort l'album Second Round's on Me d'Obie Trice, sur lequel Eminem, producteur exécutif, produit huit chansons et participe à There They Go. Il produit également de nombreuses chansons sur l'album de Trick-Trick, The Villain, et participe à Who Want It.

### Scène

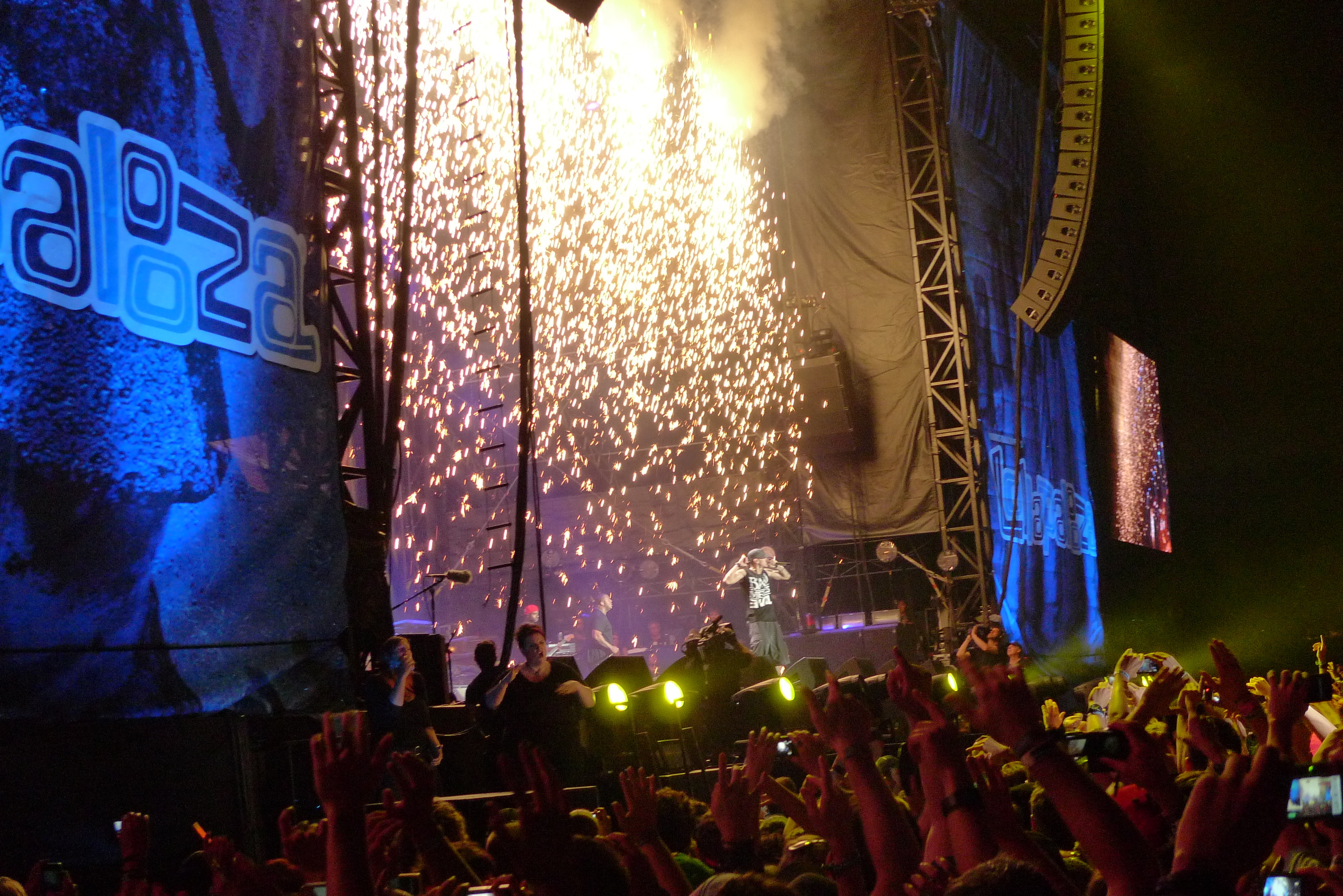
Eminem à Lollapalooza en 2011.

Eminem débute sur scène dans des battles à Détroit aux côtés de son meilleur ami Proof sur la scène appelée The Hip-hop Shop. Avec le début de sa reconnaissance sur la scène hip-hop américaine, son producteur Dr. Dre l'invite sur la tournée Up in Smoke Tour aux côtés de Snoop Dogg et Ice Cube. Il accepte et participe aux 44 concerts de la tournée pour promouvoir son troisième album, The Marshall Mathers LP. Cela dit, Eminem se voit refuser sa venue au Canada pour son concert à Toronto en raison des propos déplacés qu'il utilise dans le titre Kill You. Après de longues négociations, Eminem est finalement autorisé à participer au concert. Eminem enchaîne ensuite durant cinq années avec la tournée mondiale Anger Management Tour pour promouvoir ses deux albums suivants. Lors de ses concerts en Europe en 2003, Eminem n'hésite pas à sortir une tronçonneuse et à simuler une consommation de drogue. Cela provoque l'incompréhension lors de ces concerts mais cela renforce aussi le personnage de Slim Shady.
Sur scène, comme en 2010 lors du Home & Home Tour avec son ami Jay-Z, il reprend ses plus grands morceaux. Il interprète notamment des titres comme Not Afraid, The Real Slim Shady, Without Me, Cleanin' Out My Closet, Stan ou encore Sing for the Moment. Il est régulièrement accompagné de son groupe D12 et il invite également de nombreuses stars du rap comme Dr. Dre, 50 Cent, Jay-Z, Drake ou encore B.o.B. Cependant, des problèmes surviennent parfois lors de ses concerts. En effet, lors de son concert au festival T in the Park en 2010, Eminem est accusé de playback. Les spectateurs furent très divisés sur la question, certains affirmant qu'il ne chantait pas, d'autres affirmant qu'il essayait d'atteindre en live le même niveau que sur les enregistrements studio. Des problèmes de son se posèrent également lors de ses concerts en Australie en 2011 dans le cadre du Recovery Tour. En 2001, pour répondre aux accusations d'homophobie pesant sur lui, il invite le chanteur Elton John à venir chanter la chanson Stan avec lui. Cette prestation reste dans les annales des Grammy Awards puisque cette performance est considérée comme le plus grand moment dans l'histoire des Grammy Awards et comme le troisième moment le plus fort dans l'histoire de la pop selon le magazine Complex.

### Slim Shady
En 1997, Eminem, se cherchant une véritable identité musicale, crée le personnage de Slim Shady, son alter ego. C'est ainsi que naît Slim Shady, personnage présentant une facette plus « sombre » du rappeur. La même année, il sort un maxi, The Slim Shady EP, plus noir que les précédents albums et qui fait la part belle à son avatar. Ce personnage apparaît au moment même où les problèmes dans sa vie atteignent leur paroxysme comme il le dit dans Angry Blonde : 
« Plus j'écrivais et plus je me glissais dans la peau de Slim Shady. Mes propres sentiments sortaient et j'avais besoin d'un exutoire, il me fallait un personnage. J'avais besoin d'un prétexte pour laisser sortir cette colère, cet humour noir, cette douleur, mais aussi ce bonheur. […] Pourquoi aurais-je besoin de voir un psy ? Le monde est mon thérapeute. »

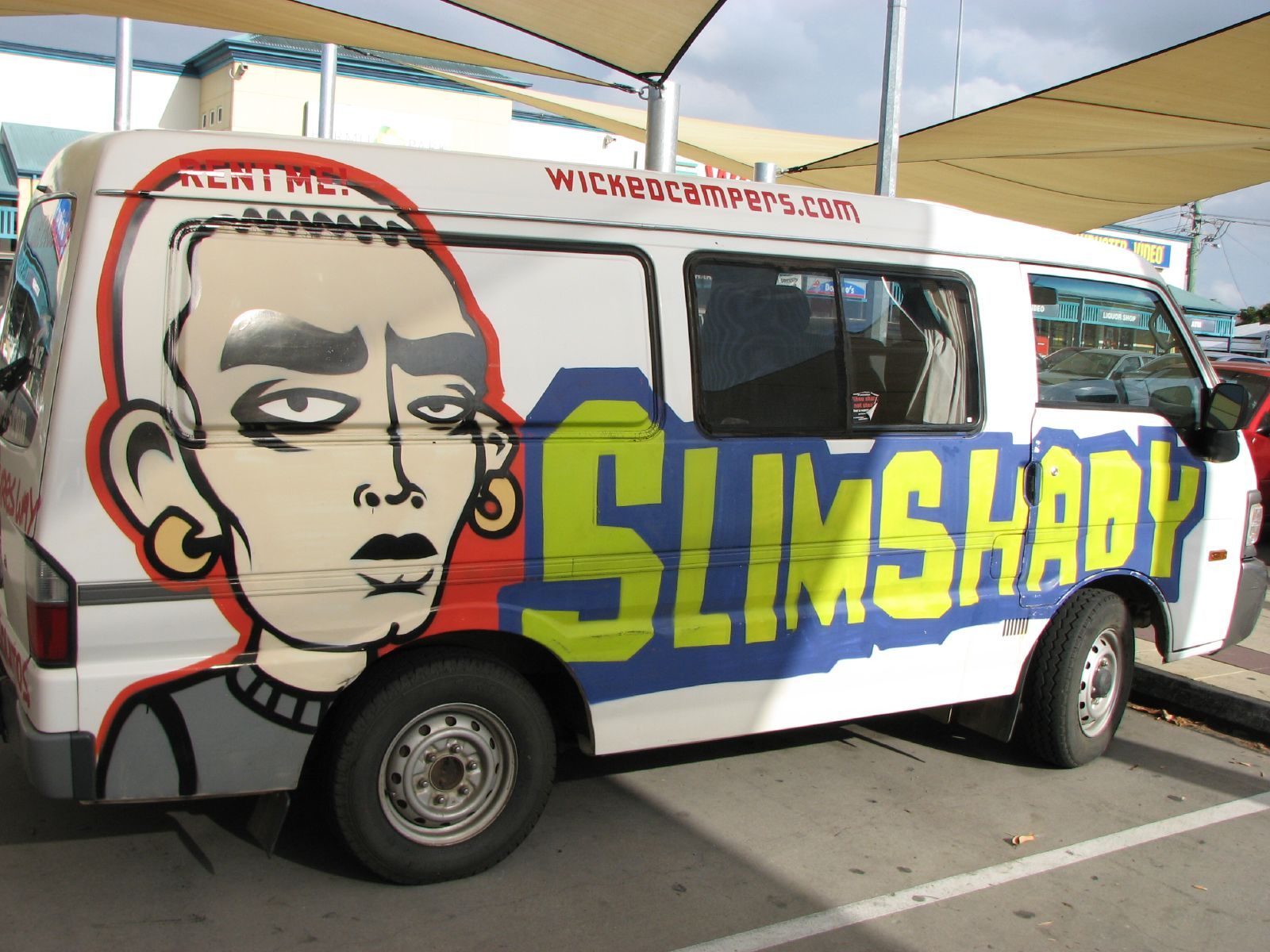
Un van à l'effigie de Slim Shady.

Comme Eminem l'avoue lui-même par la suite, il aime jouer sur le concept de cette double personnalité qui lui donne finalement la possibilité d'écrire n'importe quel genre de chansons. Plus tard, il fait même évoluer sa créature, Slim Shady, pour en faire une véritable caricature. Pour se fondre dans la peau du personnage, Eminem se teint en blond et prend une voix très aiguë. À partir de Relapse, le rappeur ne se décolore plus les cheveux car cela lui évoque une mauvaise période de sa vie.
Le journaliste français Benoît Sabatier parle d'un personnage étonnant dans le monde du rap où les gens étaient habitués à voir des rappeurs Noirs. Il le trouve également effrayant. Olivier Cachin juge, quant à lui, que ce personnage est la « personne que vous aimez haïr ».
Eminem affirme, dans une interview, qu'une part de Slim Shady se cache en chacun de nous, car il est « sympa, fourbe, ridicule et qu'il peut faire n'importe quoi ». Il ajoute que c'est ce qu'il a essayé de montrer dans la chanson The Real Slim Shady, car lorsque l'on appelle Slim Shady, tout le monde se lève, car tout le monde se reconnaît en lui. Dans Recovery, Eminem n'utilise pas son double, estimant que le personnage ne correspond pas aux sujets et au thème général de l'album qui suit une direction différente de celle de Relapse, et qu'il a le sentiment d'avoir abusé de son double sur ce dernier. Il affirme cependant que Slim Shady existe toujours,.

### Image
Eminem a, dans le monde entier, une réputation de rappeur hors pair, tant de la part des critiques musicaux que de la communauté rap. Il véhicule néanmoins une image de rappeur « politiquement incorrect ». Il est considéré comme un représentant de l'Amérique white trash. Les journalistes soulignent également le fait qu'il est très provocateur en attaquant ses pairs, dans la peau d'un Américain moyen. L'humour d'Eminem est également entré dans la culture populaire grâce à des chansons à succès comme The Real Slim Shady, My Name Is, We Made You, ou encore Without Me. Eminem est aussi vu comme un bad boy, tant au niveau de ses fréquentations (Marilyn Manson…) que de ses propos obscènes,. Les paroles percutantes d'Eminem sont soulignées par les médias.
Certaines paroles du rappeur sont très controversées. Il tient, en effet, des propos homophobes dans plusieurs morceaux. À cause de ces paroles, un homme politique australien a, d'ailleurs, tenté d'interdire l'entrée de l'artiste sur le sol australien. Eminem a réfuté ces accusations d'homophobie en affirmant que le mot faggot était courant durant son enfance et qu'il ne désignait pas forcément la communauté homosexuelle. Durant une interview avec Eminem pour 60 Minutes, le journaliste homosexuel Anderson Cooper a abordé la question en lui rappelant des paroles de la chanson Criminal extraite du très controversé Marshall Mathers LP. Eminem a répondu qu'il n'avait aucun problème avec la communauté homosexuelle, ni avec personne d'autre. Durant la cérémonie des Grammy Awards, une manifestation s'est tenue devant la salle de concert. Pour répondre à ces accusations, Eminem invita une icône de la communauté homosexuelle à monter sur scène avec lui, Elton John. L'association de défense des gays et lesbiennes s'exprima par la voix de Joan Garry qui déclara que ces propos étaient les plus haineux et homophobes qu'elle ait jamais entendus et que le problème était qu'Eminem touchait un public très jeune,.

### Influences et héritage

Œuvre d'Eminem à Southsea, en Angleterre.

Eminem cite de nombreux rappeurs qui ont influencé son style, le plus important étant son mentor Dr. Dre. On retrouve certains éléments de l'identité musicale du producteur d'Eminem. Dans son livre The Way I Am, il révèle d'autres sources d'influences, citant Esham, Kool G Rap, Masta Ace, Big Daddy Kane, Newcleus, Ice-T, Mantronix, Grandmaster Flash, LL Cool J, les Beastie Boys, Run–D.M.C., Rakim et les Boogie Down Productions. Cela dit, Eminem indique, dans le second couplet de 'Till I Collapse, que ses rappeurs préférés sont Nas, Tupac Shakur, The Notorious B.I.G., Redman, André 3000, Jadakiss, Kurupt ou Jay-Z. À ses débuts, Eminem est comparé à AZ et Nas. Désormais, de nombreux rappeurs comme Mac Miller, Professor Green ou Tyler, The Creator sont comparés à lui,,.

Un graffiti à l'effigie d'Eminem en Chine.

Eminem est l'artiste comptant le plus d'albums vendus aux États-Unis durant la décennie 2000–2009, d'après les chiffres du Nielsen Soundscan. Il a vendu plus de 227 millions de disques dans le monde ce qui fait de lui l'un des artistes les plus vendeurs de l'histoire de l'industrie musicale,. Il totalise plus de vingt milliards de vues sur sa chaîne officielle Vevo. Le magazine Rolling Stone le classe 83e des « 100 plus grands artistes ». En 2008, il est nommé « Best Rapper Alive » par le magazine Vibe et en décembre 2009, il est sacré « Artiste de la décennie » par le magazine Billboard. La version portugaise de MTV a classé Eminem septième plus grande icône de l'histoire de la pop. En 2010, Eminem a généré plus de 94 millions de flux, faisant de lui le recordman de l'année. Deux albums du rappeur font partie des cinq albums les plus vendus durant la dernière décennie selon Billboard.
Eminem a vendu 12,5 millions d'albums au Royaume-Uni ainsi que 33 millions de singles et 40,5 millions d'albums aux États-Unis. En comptant ses albums avec D12 et Bad Meets Evil, il a terminé dix fois à la première place du Billboard 200. Sept albums solos se sont classés en première position et treize de ses singles se sont classés numéro 1 dans le monde. Eminem a été désigné « King of Hip Hop » par le magazine Rolling Stone en août 2011. Le magazine s'est appuyé sur différents critères (ventes d'albums, vues sur YouTube, popularité sur les réseaux sociaux, critiques, récompenses, concerts) pour cette élection. Le troisième album d'Eminem, The Marshall Mathers LP, sorti en 2000, détient le record de vente d'albums en une semaine aux États-Unis. Il est considéré comme l'un des meilleurs de l'histoire du hip-hop. Le troisième single de l'album, Stan sorti en 2000 est désigné comme la meilleure chanson d'Eminem par About.com tandis que Pitchfork la considère comme une grande avancée pour la culture musicale.

## Autres activités

### Avec D12

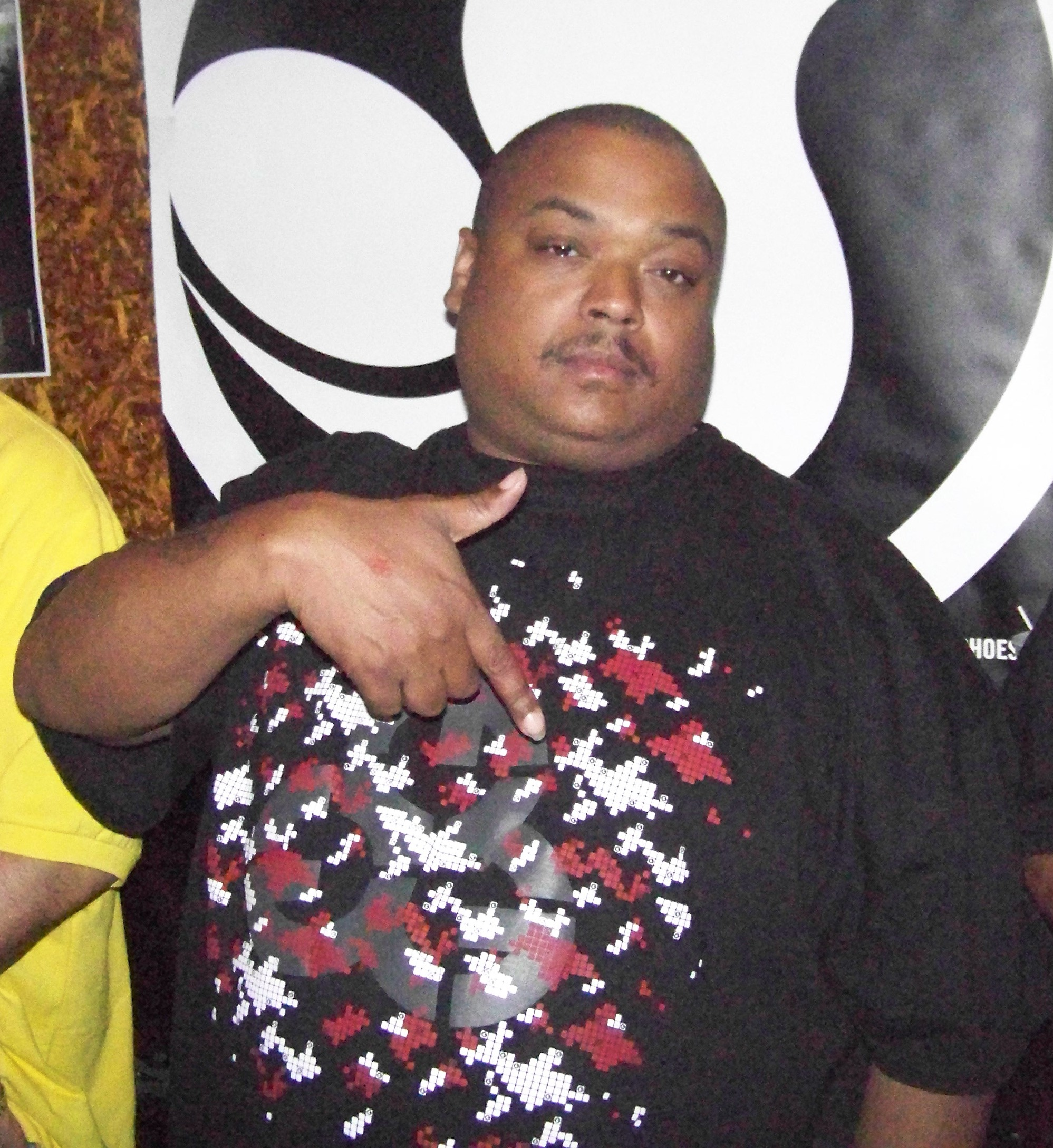
Bizarre, ancien membre du groupe.

À la même période que l'album Infinite, Proof, Eminem et Kon Artis créent le collectif D12 sur le même modèle que le Wu-Tang Clan. En 2001, à la suite du succès de The Marshall Mathers LP, Eminem et D12 sortent leur premier album intitulé Devil's Night. Le premier single est Shit On You, mais leur premier grand succès, Purple Pills, une ode à la consommation de drogues. La chanson a été réécrite pour être diffusée à la radio et à la télévision. Les paroles touchant au sexe ou à la drogue ont été remplacées. Le titre du morceau est changé en Purple Hills (« montagnes mauves » au lieu de « pilules mauves »). Autant cette chanson est un succès, autant le single suivant, Fight Music, ne rencontre pas le même succès. Après cet album, le groupe fait une pause pendant trois ans. Pendant ce temps-là, Eminem sort The Eminem Show et joue dans 8 Mile.
En 2004, D12 revient avec son second album studio, D12 World. La chanson My Band connaît un succès planétaire. Au mois d'avril 2006, le meilleur ami d'Eminem, Proof, est assassiné. La mort du rappeur marque le quasi arrêt du groupe et les membres se consacrant à leur carrière solo. Eminem réapparaît avec le groupe en 2011 sur la mixtape Return of the Dozen Vol. 2, mais ne participe qu'à un seul titre, Fame. Bizarre et Kon Artis ont récemment quitté le groupe.

### Avec Bad Meets Evil
Royce da 5'9" et Eminem grandissent tous les deux à Détroit, où ils ont quelques amis communs, comme le rappeur Proof. Ils se rencontrent en 1997, lors d'un concert d'Usher. Encouragés par leur entourage respectif, ils décident de s'associer et de former un groupe. Royce da 5'9" endosse le rôle du « Bad » (« mauvais ») et Eminem celui de « Evil » (« le Diabolique »). Ils enregistrent alors plusieurs titres ensemble. Eminem signe ensuite avec Dr. Dre et sort, dans la foulée, son premier véritable album studio, The Slim Shady LP, en 1999. On y retrouve d'ailleurs un duo avec Royce da 5'9", intitulé Bad Meets Evil. Alors que Dre travaille sur son album 2001, Eminem lui présente Royce da 5'9", qui devient ghost writer sur le projet. Il écrit et apparaît ainsi sur la version d'origine Xxxplosive (à l'origine Way I Be Pimping) et écrit The Message. Il écrit également pour Dr. Dre d'autres titres comme The Throne Is Mine et Stay in Your Place, qui ne seront finalement pas sur l’album mais inclus plus tard sur des mixtapes comme Pretox. Mais une dispute entre Dr. Dre et le manager de Royce, qui refuse de s'en séparer, provoque la dissolution du groupe. Eminem reste alors avec Dr. Dre. Royce et Eminem se brouillent ensuite personnellement, poussés par D12, le groupe d'Eminem. Royce enregistre alors beaucoup de titres contre D12, sans pour autant inclure Eminem. De son côté, le groupe répond toujours aux attaques, sans qu'Eminem ne s'en mêle. Les deux rappeurs se réconcilient en 2006, après la mort de leur ami commun Proof. Dès 2007, ils annoncent qu'ils pourraient à nouveau travailler ensemble. Par ailleurs, Royce renoue avec D12 et apparaît sur leur mixtape Return of the Dozen en 2008, puis sur les projets solos de Kuniva et Bizarre.
En 2011, le groupe de Royce da 5'9", Slaughterhouse, signe dans le label d'Eminem, Shady Records. Ce groupe est composé, outre de Royce, de Crooked I, Joe Budden et Joell Ortiz. Après onze ans d'activité, Bad Meets Evil sort un son premier album intitulé Hell: The Sequel le 14 juin 2011, après l'exploitation de Recovery. C'est un succès car l'album se classe à la première place des charts américains en première semaine. Le premier single, Fast Lane, sort le 3 mai 2011. Le single a été enregistré quelques mois avant la sortie de l'album à l'Effigy Studio avec la complicité de Mike Strange. Le second single était, quant à lui, originellement destiné à l'album de Royce da 5'9", Success Is Certain. Par la suite, Eminem a souhaité écrire son couplet et inviter le chanteur Bruno Mars pour le refrain. Lighters paraît le 25 mai 2011 et réalise de meilleures performances dans les charts que Fast Lane puisqu'il se classe quatrième aux États-Unis.

### Shady Records

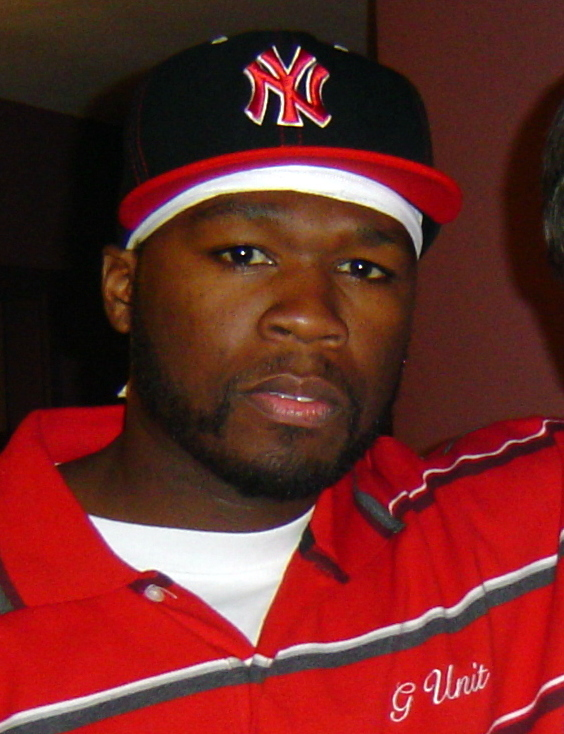
50 Cent, affilié au label depuis ses débuts.

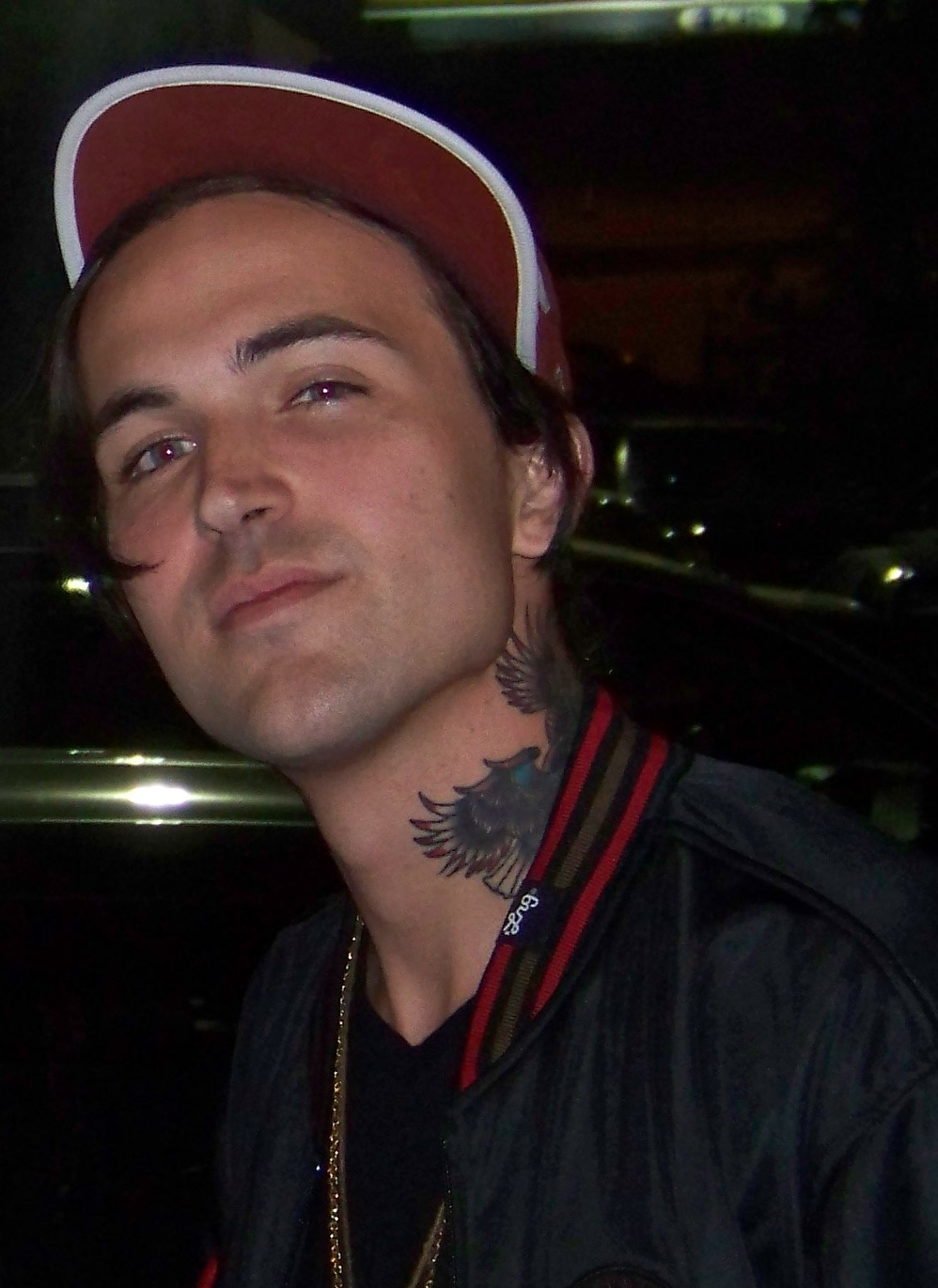
Yelawolf a signé à Shady Records en 2011.

Eminem ayant réussi à vendre des millions d’albums, Interscope lui accorde son propre label. Lui, et son manager Paul Rosenberg, décident donc de créer Shady Records fin de 1999, sur lequel il fait signer son propre groupe D12 et Obie Trice. En 2002, Eminem, avec la participation du label de Dr. Dre, Aftermath Entertainment, fait signer 50 Cent puis en 2003, ils prennent également sous contrat Stat Quo, originaire d'Atlanta. DJ Green Lantern est assigné au label jusqu'à un conflit entre 50 Cent et Jadakiss qui le force à quitter Shady Records. The Alchemist devient ainsi le DJ officiel d’Eminem dans les concerts. En 2005, Eminem engage Bobby Creekwater d'Atlanta et Ca$his de la West Coast.
Le 5 décembre 2006, Shady Records sort la compilation Eminem Presents: The Re-Up. Au départ, l'album ne devait être qu'une mixtape mais Eminem, constatant que les chansons étaient meilleures que prévu, le publie sous forme de compilation. Cet album participe au lancement des nouveaux artistes du label (Stat Quo, Ca$his et Bobby Creekwater). L'album se vend à un million d'exemplaires aux États-Unis. Durant la dépression d'Eminem, le groupe, un peu à l'arrêt, est relancé en 2009 par la sortie de Curtis de 50 Cent et par le retour du rappeur de Détroit avec Relapse.
Le 12 janvier 2011, le supergroupe Slaughterhouse et le rappeur Yelawolf apparaissent à la une du célèbre magazine de hip-hop XXL avec Eminem à leurs côtés. On parle alors d'une nouvelle ère dans le label nommé Shady 2.0. Après des mois de négociations, Yelawolf, rappeur originaire de l'Alabama, ainsi que Slaughterhouse signent à Shady Records. Le 2 mars 2011, la chanson 2.0 Boys est divulguée sur internet pour promouvoir la nouvelle écurie de Shady Records. La chanson est réalisée par Eminem et interprétée par toute l'équipe Shady 2.0. Le 25 avril 2011, Eminem et Royce da 5'9" annoncent leur intention de faire équipe sur un EP commun, sous le nom de Bad Meets Evil. Eminem s'exprime sur le sujet dans un communiqué : « J'ai recommencé à traîner avec Royce et cela nous a inévitablement ramenés à nous produire en studio ». Eminem annonce le projet sur Twitter le 2 mai 2011. Le titre de l'EP provient d'une de leurs précédentes collaborations, faite douze ans plus tôt sur l'album The Slim Shady LP d'Eminem : le titre Bad Meets Evil finissait par la phrase « See you in hell for the sequel ». L'EP sort le 14 juin 2011, sous le nom de Hell: The Sequel. En 2012, les albums Radioactive de Yelawolf et Welcome to: Our House de Slaughterhouse sortent sur le label et Eminem produit les deux. En 2013, trois albums sont prévus sur le label : le nouvel album d'Eminem, The Marshall Mathers LP 2, Street King Immortal de 50 Cent et Love Story de Yelawolf.
En 2013, le label est constitué de sept membres (Eminem, 50 Cent, Yelawolf, Slaughterhouse, D12, Bad Meets Evil et Lloyd Banks) et de cinq producteurs (Eminem, Mr. Porter, The Alchemist, Luis Resto et Jeff Bass).

### Shade 45
En octobre 2004, Eminem crée sa propre station de radio, Shade 45. Cette dernière diffuse en permanence du hip-hop en version non censurée. Elle est diffusée par la compagnie Sirius XM Radio et émet sur le canal 45. La société Dish Network diffuse également cette station sur la fréquence 6045. La radio n'est pas disponible hors des États-Unis. Son slogan est The Hype is Real. On retrouve régulièrement DJ Whoo Kid, DJ Muggs, Statik Selektah ou encore DJ Drama à la présentation.

### Œuvres caritatives
Eminem a créé sa propre fondation caritative, la Marshall Mathers Foundation, qui vient en aide aux jeunes défavorisés. Cette fondation travaille beaucoup avec une association de Norman Yatooma qui a une grande visibilité à Détroit. Les bénéfices des ventes de produits dérivés à l'effigie du rappeur sont redistribués à l'association. À Noël 2009, le rappeur a proposé de se faire photographier avec lui portant le costume du père Noël, les bénéfices étant reversés à la fondation.

### Autobiographie
Le 21 octobre 2008, Eminem sort son premier ouvrage. Il s'agit d'une autobiographie intitulée The Way I Am, écrite avec la complicité de la journaliste Sarah Jenkins. Le livre est publié par la maison d'édition Dutton aux États-Unis tandis que la version française est confiée à K&B Éditeurs. Le directeur de la publication est Charles Melcher et l'ouvrage, rédigé en Anglais américain, compte 208 pages. Ce livre traite de la carrière d'Eminem, de ses débuts à sa retraite anticipée en 2005. Il s'y exprime longuement à propos de la mort de son meilleur ami, le rappeur Proof, de sa musique, de son style d'écriture, de son succès, du film 8 Mile, mais aussi de ses tournées et de sa vie de famille. Le livre est agrémenté de nombreuses illustrations.

### Publicité

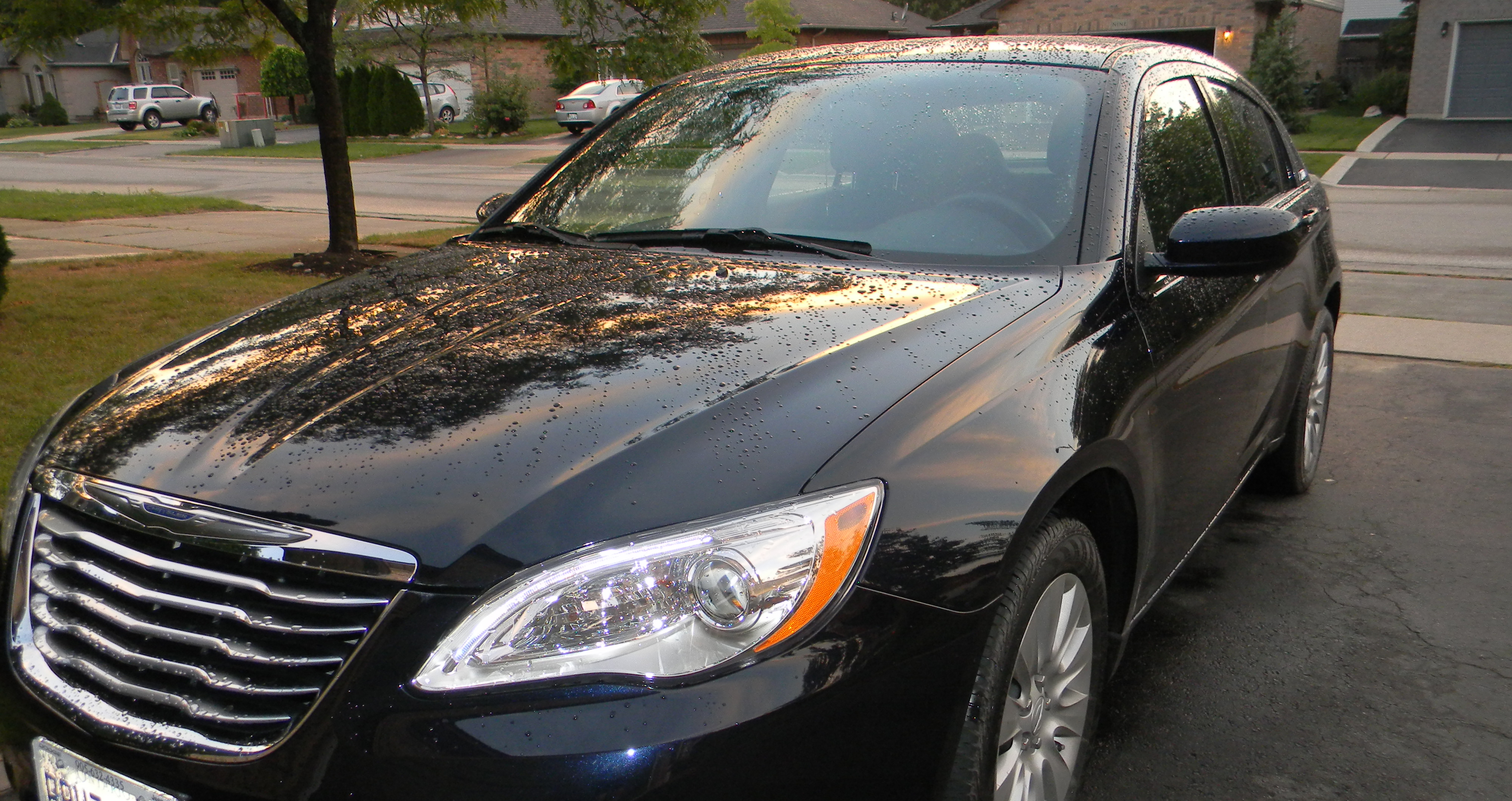
La Chrysler 200 dont Eminem fait la promotion au Super Bowl.

Lors de la mi-temps du Super Bowl XLV, Eminem fait la promotion de deux compagnies, dans deux spots publicitaires. Dans le premier, qui durait une minute, Eminem, représenté en pâte à modeler, vantait le thé glacé Lipton vendu sous le nom Brisk. Dans le second, d'une durée de deux minutes, ce qui en fait la plus longue publicité de l'histoire du Super Bowl, il faisait la promotion de la Chrysler 200. Le rappeur conduisait la voiture avant de s'arrêter devant le Fox Theatre de Détroit. Le slogan était Imported from Detroit, rappelant la fierté qu'ont Chrysler et Eminem d'être originaires de Détroit,.

## Affaires judiciaires
En 1999, la mère d'Eminem le poursuit en justice en raison de propos diffamatoires à son encontre, notamment dans la chanson My Name Is. Demandant 10 millions de dollars de dommages et intérêts, elle n'en obtient que 2 000 en 2001.
Eminem est arrêté le 3 juin 2000 dans un magasin de voitures à Royal Oak dans le Michigan : il aurait été vu en possession d'une arme. Le lendemain, Eminem aurait vu sa femme de l'époque, Kim, se faire embrasser par John Guerrera, videur de la boîte de nuit dans laquelle il se trouvait. Eminem l’agresse avant d'être interpellé. Il a reproduit cette scène dans le skit intitulé The Kiss, sur son album The Eminem Show. Le rappeur est condamné à deux ans de prison avec liberté conditionnelle pour agression et port d'armes illégal. Le 7 juillet 2000, Kim porte plainte pour diffamation dans la chanson Kim après avoir tenté de se suicider. Le 26 octobre 2000, Eminem doit se produire au Rogers Centre de Toronto, mais le gouverneur général de l'Ontario veut annuler sa venue pour le motif qu'il ne veut pas voir dans sa province « un homme traitant aussi mal les femmes ». Il déclare être choqué par les propos injurieux tenus dans Kill You. Après un long débat, le concert est maintenu, l'opinion publique jugeant que c'est le métier même d'Eminem qui l'incite à tenir ces propos,.
Le 28 juin 2001, Eminem est condamné à deux ans de probation pour port d'armes illégal après une dispute avec un employé de Psychopatic Records. Il doit également verser 2 000 dollars d'amende et faire des travaux d'intérêt général. En 2001, D'Angelo Bailey, responsable d'une agression très violente sur Eminem lorsqu'il avait 10 ans, porte plainte pour diffamation jugeant que les propos tenus contre lui dans Brain Damage lui donnent une mauvaise image. Le 20 octobre 2003, les charges pesant contre Eminem sont rejetées. Le 31 mars 2002, le pianiste de jazz français Jacques Loussier intente un procès à Eminem et Dr. Dre, leur réclamant 10 millions de dollars, pour avoir plagié la mélodie de Pulsion pour la création de Kill You. Il réclame également l'arrêt des ventes de l'album et la destruction des copies restantes. L'affaire est réglée à l'amiable en 2004. En décembre 2003, les services secrets américains avouent avoir placé Eminem sous surveillance après les menaces de mort proférées par le rappeur envers le président dans la chanson We As Americans. L'incident est représenté dans le clip de Mosh où l'on voit au début de la vidéo des coupures de journaux rappelant les affaires troubles du président. La chanson est présente sur la réédition de l'album Encore mais largement censurée.
En 2007, la société de production Eight Mile Style LLC envoie Apple Inc. et Aftermath Entertainment devant la justice, jugeant que la deuxième compagnie citée n'avait pas les droits nécessaires pour diffuser les chansons d'Eminem sur iTunes. L'affaire est réglée en septembre 2009,,. En mai 2013, la même société de production lance également une plainte contre Facebook, accusant le réseau social d'avoir utilisé, sans accord, un échantillon de la chanson Under the Influence pour une de ses campagnes publicitaires.

## Discographie

### Albums studio
- 1996 : Infinite
- 1999 : The Slim Shady LP
- 2000 : The Marshall Mathers LP
- 2002 : The Eminem Show
- 2004 : Encore
- 2009 : Relapse
- 2010 : Recovery
- 2013 : The Marshall Mathers LP 2
- 2017 : Revival
- 2018 : Kamikaze
- 2020 : Music to Be Murdered By
- 2024 : The Death of Slim Shady (Coup de Grâce)[352]

### Compilations, mixtapes et bandes originales
- 1997 : Slim Shady EP
- 2002 : 8 Mile
- 2003 : Straight from the Lab
- 2003 : International Singles
- 2005 : Curtain Call: The Hits
- 2015 : La Rage au ventre
- 2022 : Curtain Call 2

### Albums, mixtapes, EP en collaboration
- 1988 : New Jacks EP (avec DJ Butter Fingers, non commercialisé)
- 1990 : Steppin' onto the Scene (avec Soul Intent, non commercialisé)
- 1992 : Still in the Bassmint (avec Soul Intent, non commercialisé)
- 1995 : Soul Intent (avec Soul Intent)
- 1997 : The Underground EP (avec D12)
- 2001 : Devil's Night (avec D12)
- 2004 : D12 World (avec D12)
- 2006 : Eminem Presents: The Re-Up (avec Shady Records)
- 2011 : Hell: The Sequel (avec Bad Meets Evil)
- 2014 : Shady XV (avec Shady Records)

| - 1998 : Just Don't Give a Fuck - 1999 : My Name Is - 1999 : Role Model - 1999 : Guilty Conscience (en collaboration avec Dr. Dre) - 2000 : The Real Slim Shady - 2000 : The Way I Am - 2000 : Stan (en collaboration avec Dido) - 2002 : Without Me - 2002 : Cleanin' Out My Closet - 2002 : Lose Yourself - 2003 : Superman - 2003 : Sing for the Moment - 2004 : My Band (avec D12) - 2004 : Just Lose It - 2005 : Like Toy Soldiers - 2005 : Mockingbird - 2005 : When I'm Gone - 2009 : We Made You - 2009 : Beautiful - 2009 : Crack a Bottle - 2010 : Not Afraid - 2010 : Love the Way You Lie (en collaboration avec Rihanna) - 2011 : Space Bound - 2011 : Fast Lane (avec Bad Meets Evil) - 2011 : Lighters (avec Bad Meets Evil en collaboration avec Bruno Mars) - 2013 : Berzerk - 2013 : Rap God - 2013 : Survival - 2013 : The Monster (en collaboration avec Rihanna) - 2014 : Guts Over Fear (en collaboration avec Sia) - 2017 : Walk On Water (en collaboration avec Beyoncé) - 2017 : River (en collaboration avec Ed Sheeran) - 2017 : Framed - 2018 : Fall - 2018 : Venom - 2018 : Lucky You (en collaboration avec Joyner Lucas) - 2020 : Darkness - 2020 : Godzilla (en collaboration avec Juice Wrld) - 2020 : Gnat - 2024 : Houdini |

## Tournées

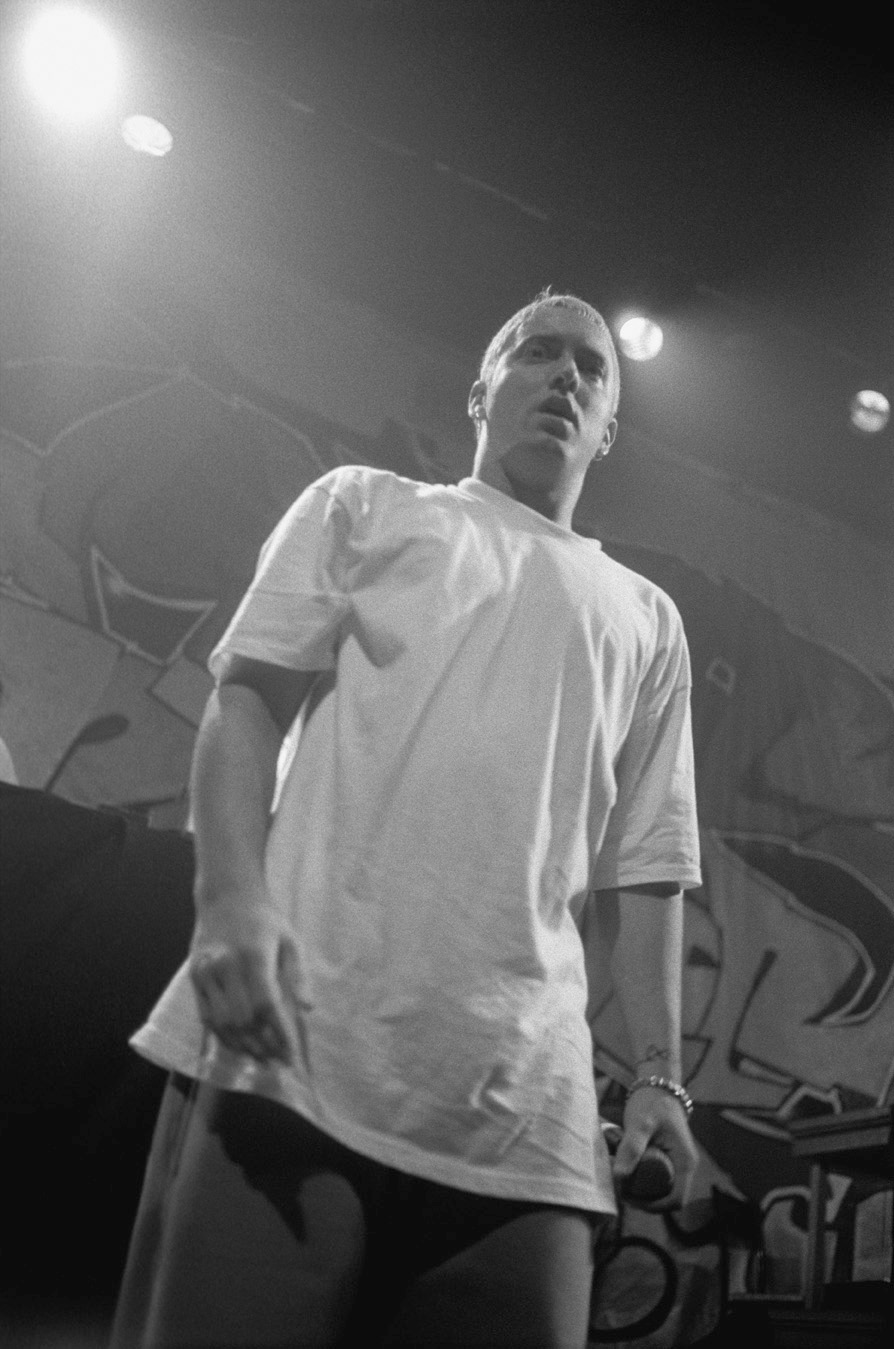
Eminem en 1999.

### En tête d'affiche
- Anger Management Tour (2000-2005)
- The Recovery Tour (2010-2012)
- Eminem 2013 Tour (2013)
- Rapture 2014 (2014)
- TPR (2016-2017)
- GCC (2016-2018)
- Eminem Revival Tour (2018)
- B2K (2016-2024)

### Avec d'autres artistes
- Up in Smoke Tour (2000) avec Dr. Dre, Snoop Dogg et Ice Cube
- The Home and Home Tour (2010) avec Jay-Z
- The Monster Tour (2014) avec Rihanna

## Filmographie

### Cinéma
- 1999 : Torrance Rises (en) de Spike Jonze : lui-même (documentaire parodique)
- 2000 : Da Hip Hop Witch de Dale Resteghini : lui-même
- 2001 : The Wash de DJ Pooh : Chris (non crédité)
- 2002 : 8 Mile de Curtis Hanson : Jimmy « Rabbit » Smith Jr.
- 2009 : Funny People de Judd Apatow : lui-même (caméo)
- 2012 : How to Make Money Selling Drugs (en) de Matthew Cooke : lui-même (documentaire)
- 2014 : L'Interview qui tue ! de Evan Goldberg et Seth Rogen : lui-même
- 2025 : Happy Gilmore 2 de Kyle Newacheck (caméo)

### Télévision
- 2000–2003 : The Slim Shady Show : Slim Shady, Marshall Mathers, Eminem, Ken Kaniff et autres personnages (voix) (Série d'animation)
- 2004 : Crank Yankers : Billy Fletcher (voix) (Émission télévisée humoristique)
- 2009 : Where Have You Been[353]? de Joseph Jahai Brightly : lui-même (Court métrage promotionnel)
- 2010 : Entourage : lui-même (saison 7, épisode 10) (Série télévisée)
- 2011 : Eminem, le magicien blanc du hip hop : lui-même (documentaire)
- 2017 : The Defiant Ones (série documentaire musicale) d'Allen Hughes : lui-même

### Vidéo
- 2003 : 50 Cent: The New Breed de 50 Cent : Lucas Legon (documentaire)
- 2004 : La Face cachée d'Eminem (Eminem AKA) de Mike Corbera : lui-même (documentaire)

### Productions
- 2018 : Bodied (film de Joseph Kahn)

## Distinctions
Eminem a remporté plus de 600 récompenses pour 732 nominations, dont voici les principales :
- 15 Grammy Awards
- 1 Oscar de la meilleure chanson originale
- 17 Billboard Music Awards
- 15 MTV Video Music Awards
- 10 American Music Awards
- 4 Brit Awards
- 7 People's Choice Awards
- 16 MTV Europe Music Awards
- 7 Teen Choice Awards
- 5 World Music Awards
- Prix de l'artiste de la décennie (2000–2009) par Billboard